# Ludwig van Beethoven
« Beethoven » redirige ici. Pour les autres significations, voir Beethoven (homonymie).
Œuvres principales
- Symphonie no 3 « Eroica » (1803-1804)
- Symphonie no 4 (1806-1807)
- Symphonie no 5 (1806-1808)
- Symphonie no 6 « Pastorale » (1805-1808)
- Symphonie no 7 (1811-1812)
- Symphonie no 9 avec chœurs (1822-1824)
- Concerto pour violon (1806)
- Concerto pour piano no 5 « L’Empereur » (1809)
- Triple Concerto (1804)
- Sonate pour piano no 8 « Pathétique » (1799)
- Sonate pour piano no 14 « Clair de lune » (1801)
- Sonate pour piano no 23 « Appassionata » (1804-1805)
- Sonate pour piano no 32, opus 111 (1820-1822)
- Sonate pour violon no 9 « à Kreutzer » (1802-1803)
- Sonates pour violoncelle et piano no 4 & 5 (1815)
- Trio avec piano no 7 « L'Archiduc » (1811)
- Quatuor à cordes no 7, opus 59 no 1 (1806)
- Quatuor à cordes no 15, opus 132 (1823-1825)
- Grande Fugue pour quatuor à cordes, opus 133 (1824-1825)
- La Lettre à Élise (1810)
- Fidelio, opéra (1805-1814)
- Missa solemnis (1818-1822)
  - Catalogue complet

Ludwig van Beethoven (/ludvig van betɔvœn/ ; en allemand : /ˈluːtvɪç fan ˈbeːtˌhoːfn̩/ ) est un compositeur, pianiste et chef d'orchestre allemand, né à Bonn le 15 ou le 16 décembre 1770 et mort à Vienne le 26 mars 1827 à 56 ans.
Dernier grand représentant du classicisme viennois (après Gluck, Haydn et Mozart), Beethoven a préparé l’évolution vers le romantisme en musique et influencé la musique occidentale pendant une grande partie du XIXe siècle. Inclassable (« Vous me faites l’impression d’un homme qui a plusieurs têtes, plusieurs cœurs, plusieurs âmes » lui dit Haydn vers 1793), son art s’est exprimé à travers différents genres musicaux, et bien que sa musique symphonique soit la principale source de sa popularité, il a eu une influence également considérable dans l’écriture pianistique et dans la musique de chambre.
Surmontant à force de volonté les épreuves d’une vie marquée par la surdité qui le frappe à l'âge de 27 ans, célébrant dans sa musique le triomphe de l’héroïsme et de la joie quand le destin lui imposait l’isolement et la misère, il sera récompensé post mortem par cette affirmation de Romain Rolland : « Il est bien davantage que le premier des musiciens. Il est la force la plus héroïque de l’art moderne. » Expression d’une inaltérable foi en l’homme et d’un optimisme volontaire, affirmation d’un artiste libre et indépendant, l’œuvre de Beethoven a fait de lui l'une des figures les plus marquantes de l’histoire de la musique.

## Biographie

### 1770-1792: jeunesse à Bonn

#### Origines et enfance
Ludwig van Beethoven est né à Bonn en Rhénanie le 15 ou le 16 décembre 1770 dans une famille modeste qui perpétue une tradition musicale depuis au moins deux générations.
Son grand-père paternel, Ludwig van Beethoven l’ancien (1712-1773), descendait d’une famille flamande roturière originaire de Malines (la préposition van, « de », dans les patronymes néerlandais n'est pas une particule nobiliaire, contrairement au von allemand, équivalent du « de » français). Homme respecté et bon musicien, il s’est installé à Bonn en 1732 et est devenu maître de chapelle du prince-électeur de Cologne, Clément-Auguste de Bavière.

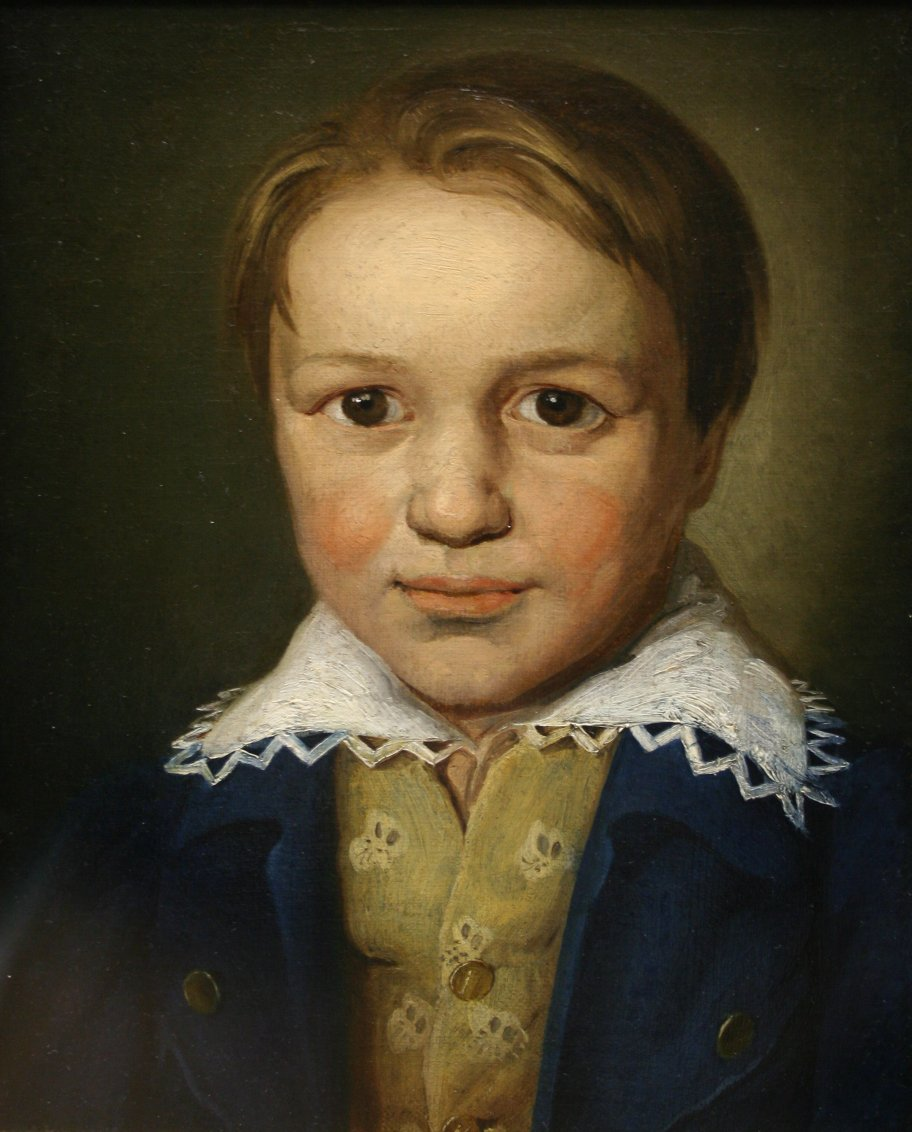
Beethoven enfant. Portrait non attribué.

Son père, Johann van Beethoven (1740-1792), est musicien et ténor à la Cour de l’Électeur. Homme médiocre, brutal et alcoolique, il élève ses enfants dans la plus grande rigueur. Sa mère, Maria-Magdalena van Beethoven, née Keverich (1746-1787), est la fille d’un cuisinier de l’Archevêque-Électeur de Trèves. Dépeinte comme effacée, douce et dépressive, elle est aimée de ses enfants. Ludwig est le deuxième de sept enfants, dont trois seulement atteignent l’âge adulte : lui-même, Kaspar-Karl (1774-1815) et Johann (1776-1848).
Il ne faut pas longtemps à Johann van Beethoven père pour détecter le don musical de son fils et réaliser le parti exceptionnel qu’il peut en tirer. Songeant à l’enfant Wolfgang Amadeus Mozart, exhibé en concert à travers toute l’Europe une quinzaine d’années plus tôt, il entreprend dès 1775 l’éducation musicale de Ludwig et, devant ses exceptionnelles dispositions, tente en 1778 de le présenter au piano à travers la Rhénanie, de Bonn à Cologne. Mais là où Leopold Mozart avait su faire preuve d’une subtile pédagogie auprès de son fils, Johann van Beethoven ne semble capable que d’autoritarisme et de brutalité, et cette expérience demeure infructueuse, à l’exception d’une tournée aux Pays-Bas en 1781 où le jeune Beethoven fut apprécié, mais toujours sans les retours financiers qu'espérait son père.
Il n’existe aucune image représentant les parents de Beethoven, Bettina Mosler ayant démontré que les deux portraits publiés au début du vingtième siècle sous forme de cartes postales par la Beethoven-Haus à Bonn n’étaient pas ceux de ses parents.
Ludwig quitte l'école à la fin du primaire, à 11 ans. Son éducation générale doit pour beaucoup à la bienveillance de la famille von Breuning (de) (chez qui il passe désormais presque toutes ses journées et parfois quelques nuits) et à son amitié avec le médecin Franz-Gerhard Wegeler, personnes auxquelles il fut attaché toute sa vie. Le jeune Ludwig devient l’élève de Christian Gottlob Neefe (piano, orgue, composition) qui lui transmet le goût de la polyphonie en lui faisant découvrir Le Clavier bien tempéré de Bach. Il compose pour le piano, entre 1782 et 1783, les 9 variations sur une marche de Dressler et les trois Sonatines dites « à l’Électeur » qui marquent symboliquement le début de sa production musicale. Enfant, son teint basané lui vaut le surnom de « l'Espagnol » : cette mélanodermie fait suspecter une hémochromatose à l'origine de sa cirrhose chronique qui se développera à partir de 1821 et sera la cause de sa mort.

#### Mécénat de Waldstein et rencontre de Haydn

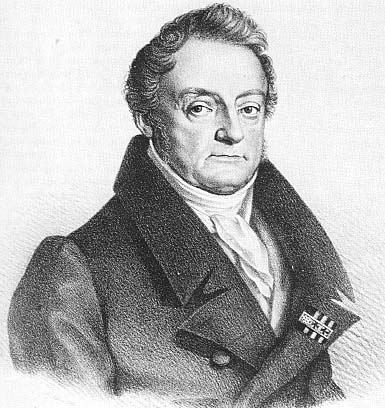
Ferdinand von Waldstein, premier mécène du compositeur et dédicataire de la Sonate pour piano no 21.

Alors que son père boit de plus en plus et que sa mère est atteinte de tuberculose, Beethoven devient vers 14 ans en 1784 organiste adjoint à la cour du nouvel électeur Max-Franz, qui devient son protecteur. Devenu soutien de famille, en plus de cette charge, il est obligé de multiplier les leçons de piano.
Beethoven est remarqué par le comte Ferdinand von Waldstein, dont le rôle s’avère déterminant pour le jeune musicien. Il emmène Beethoven une première fois à Vienne en avril 1787, séjour au cours duquel a lieu une rencontre furtive avec Wolfgang Amadeus Mozart : « À la demande de Mozart, Beethoven lui joua quelque chose que Mozart, le prenant pour un morceau d'apparat appris par cœur, approuva assez froidement. Beethoven, s'en étant aperçu, le pria alors de lui donner un thème sur lequel improviser et, comme il avait l'habitude de jouer admirablement quand il était excité, inspiré d'ailleurs par la présence du maître pour lequel il professait un respect si grand, il joua de telle façon que Mozart, se glissant dans la pièce voisine où se tenaient quelques amis, leur dit vivement : Faites attention à celui-là, il fera parler de lui dans le monde ».
En juillet 1787, la mère de Ludwig meurt, ce qui le plonge dans le désespoir. Il reste comme famille à Beethoven ses frères Kaspar Karl (13 ans) et Nicolas (11 ans), ainsi que sa sœur Maria Margarita qui meurt en novembre, tandis que son père sombre dans l'alcoolisme et la misère. Il sera mis à la retraite en 1789.
En mai 1789, Beethoven — conscient de ses lacunes culturelles — s'inscrit à l'université de Bonn pour y suivre des cours de littérature allemande. Son professeur Euloge Schneider est enthousiasmé par la Révolution française et en parle ardemment à ses élèves. En 1791, à l'occasion d'un voyage de l'électeur Max-Franz au château de Mergentheim, Beethoven rencontre le pianiste et compositeur Johann Franz Xaver Sterkel, qui influence profondément le jeu de Beethoven au piano et développe son goût pour cet instrument.
En juillet 1792, le comte Waldstein présente le jeune Ludwig à Joseph Haydn qui, revenant d’une tournée en Angleterre, s’est arrêté à Bonn. Impressionné par la lecture d’une cantate composée par Beethoven (celle sur la mort de Joseph II ou celle sur l’avènement de Léopold II) et tout en étant lucide sur les carences de son instruction, Haydn l’invite à faire des études suivies à Vienne sous sa direction. Conscient de l’opportunité que représente, à Vienne, l’enseignement d’un musicien du renom de Haydn, et quasiment privé de ses attaches familiales à Bonn, Beethoven accepte. Le 2 novembre 1792, il quitte les rives du Rhin pour ne jamais y revenir, emportant avec lui cette recommandation de Waldstein : « Cher Beethoven, vous allez à Vienne pour réaliser un souhait depuis longtemps exprimé : le génie de Mozart est encore en deuil et pleure la mort de son disciple. En l’inépuisable Haydn, il trouve un refuge, mais non une occupation ; par lui, il désire encore s’unir à quelqu’un. Par une application incessante, recevez des mains de Haydn l’esprit de Mozart. »
Le père de Beethoven meurt en décembre 1792, plus rien ne rattache alors Beethoven à Bonn.

### 1792-1802: de Vienne à Heiligenstadt

#### Premières années viennoises

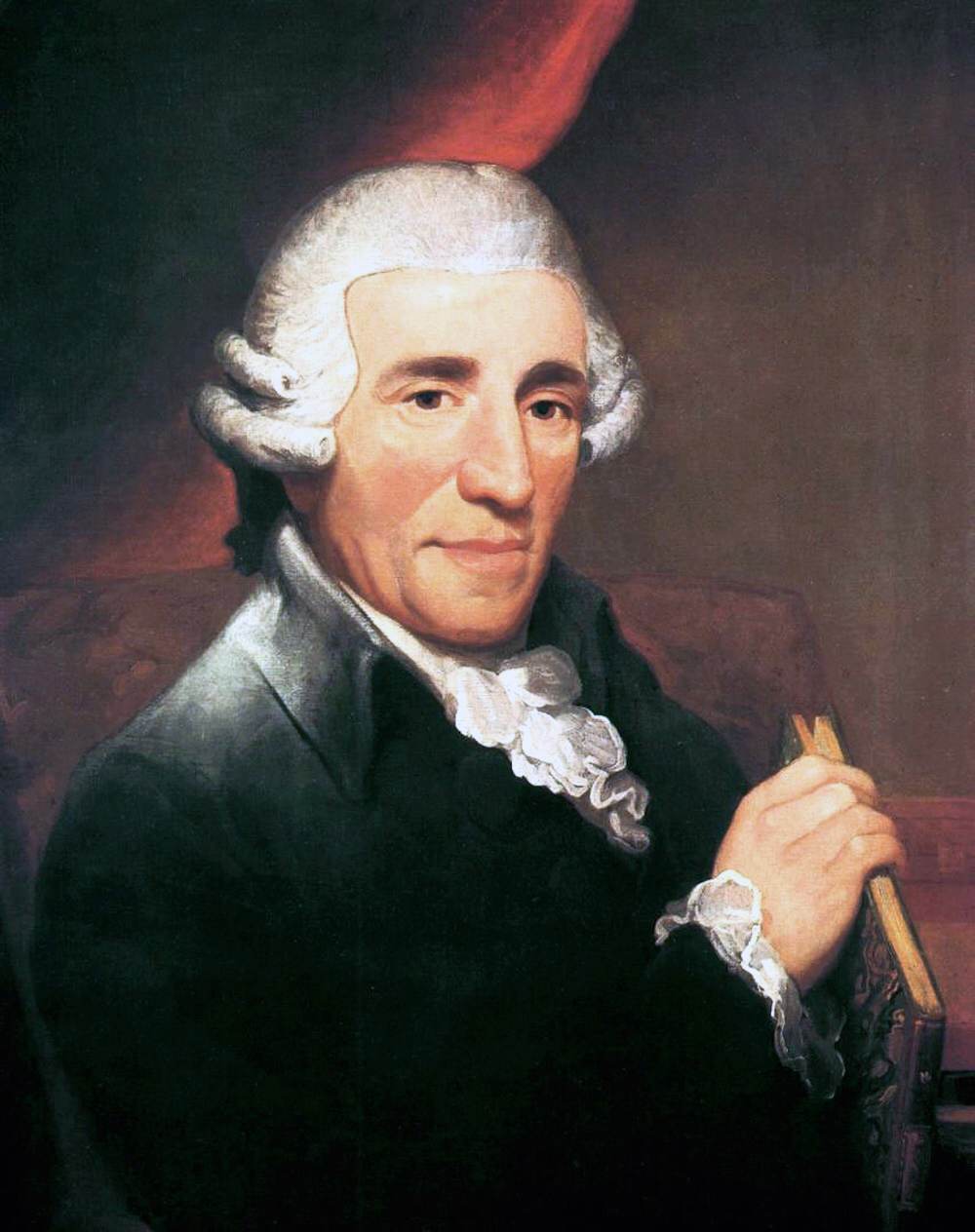
Joseph Haydn (1732-1809) fut le professeur de Beethoven de 1792 à 1794. Malgré une véritable estime réciproque, les relations furent souvent difficiles entre les deux artistes.
Portrait de T. Hardy, 1791.

À la fin du XVIIIe siècle, Vienne est la capitale de la musique occidentale et représente la meilleure chance de réussir pour un musicien désireux de faire carrière. Âgé de vingt-deux ans à son arrivée, Beethoven a déjà beaucoup composé, mais pour ainsi dire rien d’important. Bien qu’il soit arrivé à Vienne moins d’un an après la disparition de Mozart, le mythe du « passage du flambeau » entre les deux artistes est infondé : encore très loin de sa maturité artistique, ce n’est pas comme compositeur, mais comme pianiste virtuose que Beethoven forge sa réputation à Vienne.
Quant à l’enseignement de Haydn, si prestigieux qu’il soit, il s’avère décevant à bien des égards. D’un côté, Beethoven se met rapidement en tête que son maître le jalouse et il niera son influence ; de l’autre côté, Haydn ne tarde pas à s’irriter devant l’indiscipline et l’audace musicale de son élève qu'il appelle le « Grand Mogol ». Malgré l’influence profonde et durable de Haydn sur l’œuvre de Beethoven et une estime réciproque plusieurs fois rappelée par ce dernier, le « père de la symphonie » n’a jamais eu avec Beethoven les rapports de profonde amitié qu’il avait eus avec Mozart et qui avaient été à l’origine d’une si féconde émulation.

« Vous avez beaucoup de talent et vous en acquerrez encore plus, énormément plus. Vous avez une abondance inépuisable d’inspiration, vous aurez des pensées que personne n’a encore eues, vous ne sacrifierez jamais votre pensée à une règle tyrannique, mais vous sacrifierez les règles à vos fantaisies ; car vous me faites l’impression d’un homme qui a plusieurs têtes, plusieurs cœurs, plusieurs âmes. »

— Haydn, vers 1793.
En janvier 1794, après le nouveau départ de Haydn pour Londres, Beethoven poursuit des études épisodiques jusqu’au début de 1795 avec divers autres professeurs, dont le compositeur Johann Schenk, avec qui il devient ami et deux autres témoins de l’époque mozartienne : Johann Georg Albrechtsberger et Antonio Salieri. Son apprentissage terminé, Beethoven se fixe définitivement dans la capitale autrichienne. Ses talents de pianiste et ses dons d’improvisateur le font connaître et apprécier des personnalités mélomanes de l’aristocratie viennoise, dont les noms restent aujourd’hui encore attachés aux dédicaces de plusieurs de ses chefs-d’œuvre : le baron Nikolaus Zmeskall, le prince Carl Lichnowsky, le comte Andreï Razoumovski, le prince Joseph Franz von Lobkowitz, et plus tard l’archiduc Rodolphe d’Autriche, pour ne citer qu’eux.
Après avoir publié ses trois premiers Trios pour piano, violon et violoncelle sous le numéro d’opus 1, puis ses premières Sonates pour piano, Beethoven donne son premier concert public le 29 mars 1795 pour la création de son Concerto pour piano no 2 (qui fut en fait composé le premier, à l’époque de Bonn).

#### Le premier virtuose de Vienne et premiers chefs-d'œuvre (Le Grand Maître)

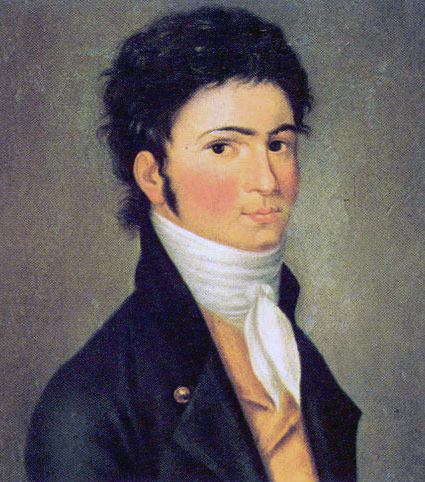
Beethoven en 1801. Ses talents d’improvisateur et sa virtuosité au piano le révèlent au public viennois. Portrait de C.T. Riedel, 1801.

1796. Beethoven entreprend une tournée de concerts qui le mène de Vienne à Berlin en passant notamment par Dresde, Leipzig, Nuremberg et Prague. Si le public loue sa virtuosité et son inspiration au piano, sa fougue lui vaut le scepticisme des critiques des plus conservateurs. Un critique musical du Journal patriotique des États impériaux et royaux rapporte ainsi en octobre 1796 : « Il saisit nos oreilles, non pas nos cœurs ; c’est pourquoi il ne sera jamais pour nous un Mozart. ».
La lecture des classiques grecs, de Shakespeare et des chefs de file du courant Sturm und Drang qu’étaient Goethe et Schiller, influence durablement dans le sens de l’idéalisme le tempérament du musicien, acquis par ailleurs aux idéaux démocratiques des Lumières et de la Révolution française qui se répandent alors en Europe : en 1798, Beethoven fréquente assidûment l’ambassade de France à Vienne où il rencontre Bernadotte et le violoniste Rodolphe Kreutzer auquel il dédie, en 1803, la Sonate pour violon no 9 qui porte son nom.
Tandis que son activité créatrice s’intensifie (composition des Sonates pour piano no 5 à no 7, des premières Sonates pour violon et piano), le compositeur participe jusqu’aux environs de 1800 à des joutes musicales dont raffole la société viennoise et qui le consacrent plus grand virtuose de Vienne au détriment de pianistes réputés comme Clementi, Cramer, Gelinek, Hummel et Steibelt.
La fin des années 1790 est aussi l’époque des premiers chefs-d’œuvre, qui s’incarnent dans les Romance pour violon et orchestre no 2 (1798), Concerto pour piano no 1 (1798), les six premiers Quatuors à cordes (1798-1800), le Septuor pour cordes et vents (1799-1800) et dans les deux œuvres qui affirment le plus clairement le caractère naissant du musicien : la Grande Sonate pathétique (1798-1799) et la Première Symphonie (1800). Bien que l’influence des dernières symphonies de Haydn y soit apparente, cette dernière est déjà empreinte du caractère beethovénien (en particulier dans le scherzo du troisième mouvement). Le Premier Concerto et la Première symphonie sont joués avec un grand succès le 2 avril 1800, date de la première académie de Beethoven (concert que le musicien consacre entièrement à ses œuvres). Conforté par les rentes que lui versent ses protecteurs, Beethoven, dont la renommée grandissante commence à dépasser les frontières de l’Autriche, semble à ce moment de sa vie promis à une carrière de compositeur et d’interprète glorieuse et aisée.

« Son improvisation était on ne peut plus brillante et étonnante ; dans quelque société qu’il se trouvât, il parvenait à produire une telle impression sur chacun de ses auditeurs qu’il arrivait fréquemment que les yeux se mouillaient de larmes, et que plusieurs éclataient en sanglots. Il y avait dans son expression quelque chose de merveilleux, indépendamment de la beauté et de l’originalité de ses idées et de la manière ingénieuse dont il les rendait. »

— Carl Czerny

#### Le tournant du siècle

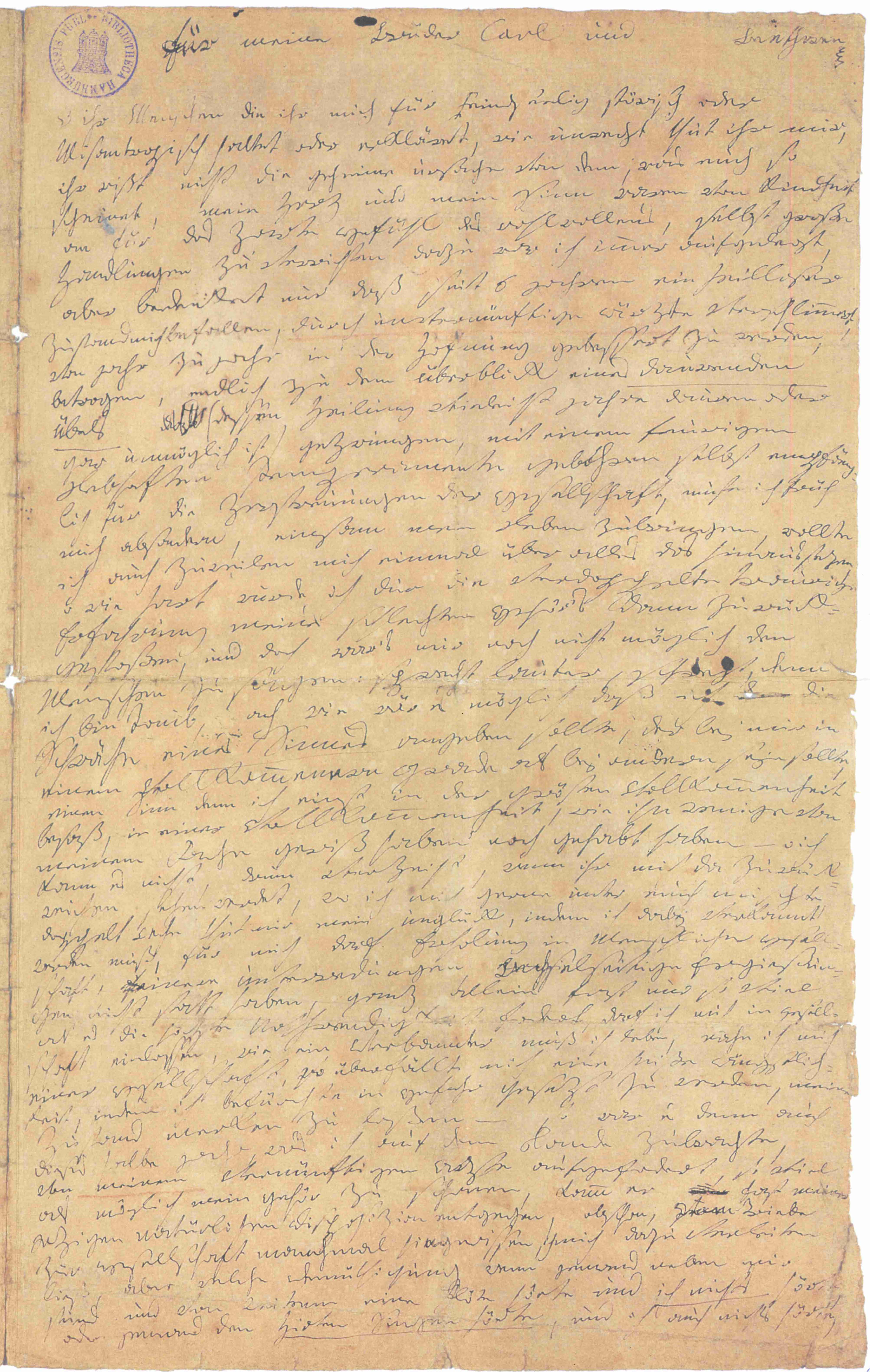
Première page autographe du testament de Heiligenstadt, rédigé par Beethoven le 6 octobre 1802. Désemparé par sa surdité débutante, il y expose à la fois son désespoir et sa volonté de continuer.

L’année 1802 marque un premier grand tournant dans la vie du compositeur. Souffrant d'acouphènes, il commence en effet depuis 1796 à prendre conscience d’une surdité qui devait irrémédiablement progresser jusqu’à devenir totale avant 1820. Se contraignant à l’isolement par peur de devoir assumer en public cette terrible vérité, Beethoven gagne dès lors une réputation de misanthrope dont il souffrira en silence jusqu’à la fin de sa vie. Conscient que son infirmité lui interdirait tôt ou tard de se produire comme pianiste et peut-être de composer, il songe un moment au suicide, puis exprime à la fois sa tristesse et sa foi en son art dans une lettre qui nous est restée sous le nom de « Testament de Heiligenstadt », qui ne fut jamais envoyée et retrouvée seulement après sa mort :
Beethoven, le 6 octobre 1802.

« Ô vous, hommes qui pensez que je suis un être haineux, obstiné, misanthrope, ou qui me faites passer pour tel, comme vous êtes injustes ! Vous ignorez la raison secrète de ce qui vous paraît ainsi. […] Songez que depuis six ans je suis frappé d’un mal terrible, que des médecins incompétents ont aggravé. D’année en année, déçu par l’espoir d’une amélioration, […] j’ai dû m’isoler de bonne heure, vivre en solitaire, loin du monde. […] Si jamais vous lisez ceci un jour, alors pensez que vous n’avez pas été justes avec moi, et que le malheureux se console en trouvant quelqu’un qui lui ressemble et qui, malgré tous les obstacles de la Nature, a tout fait cependant pour être admis au rang des artistes et des hommes de valeur. »

Heureusement, sa vitalité créatrice ne s’en ressent pas. Après la composition de la tendre Sonate pour violon no 5 dite Le Printemps (Frühlings, 1800) et de la Sonate pour piano no 14 dite Clair de Lune (1801), c’est dans cette période de crise morale qu’il compose la joyeuse et méconnue Deuxième Symphonie (1801-1802) et le plus sombre Concerto pour piano no 3 (1800-1802) où s’annonce nettement, dans la tonalité d’ut mineur, la personnalité caractéristique du compositeur. Ces deux œuvres sont accueillies très favorablement le 5 avril 1803, mais pour Beethoven une page se tourne. Dès lors sa carrière s’infléchit.

« Je suis peu satisfait de mes travaux jusqu’à présent. À dater d’aujourd’hui, je veux ouvrir un nouveau chemin. »

— Beethoven à Krumpholz, en 1802.
Privé de la possibilité d’exprimer tout son talent et de gagner sa vie en tant qu’interprète, il va se consacrer à la composition avec une grande force de caractère. Au sortir de la crise de 1802 s’annonce l’héroïsme triomphant de la Troisième Symphonie dite « Héroïque ».

### 1802-1812: la périodeHéroïque

#### De l’HéroïqueàFidelio

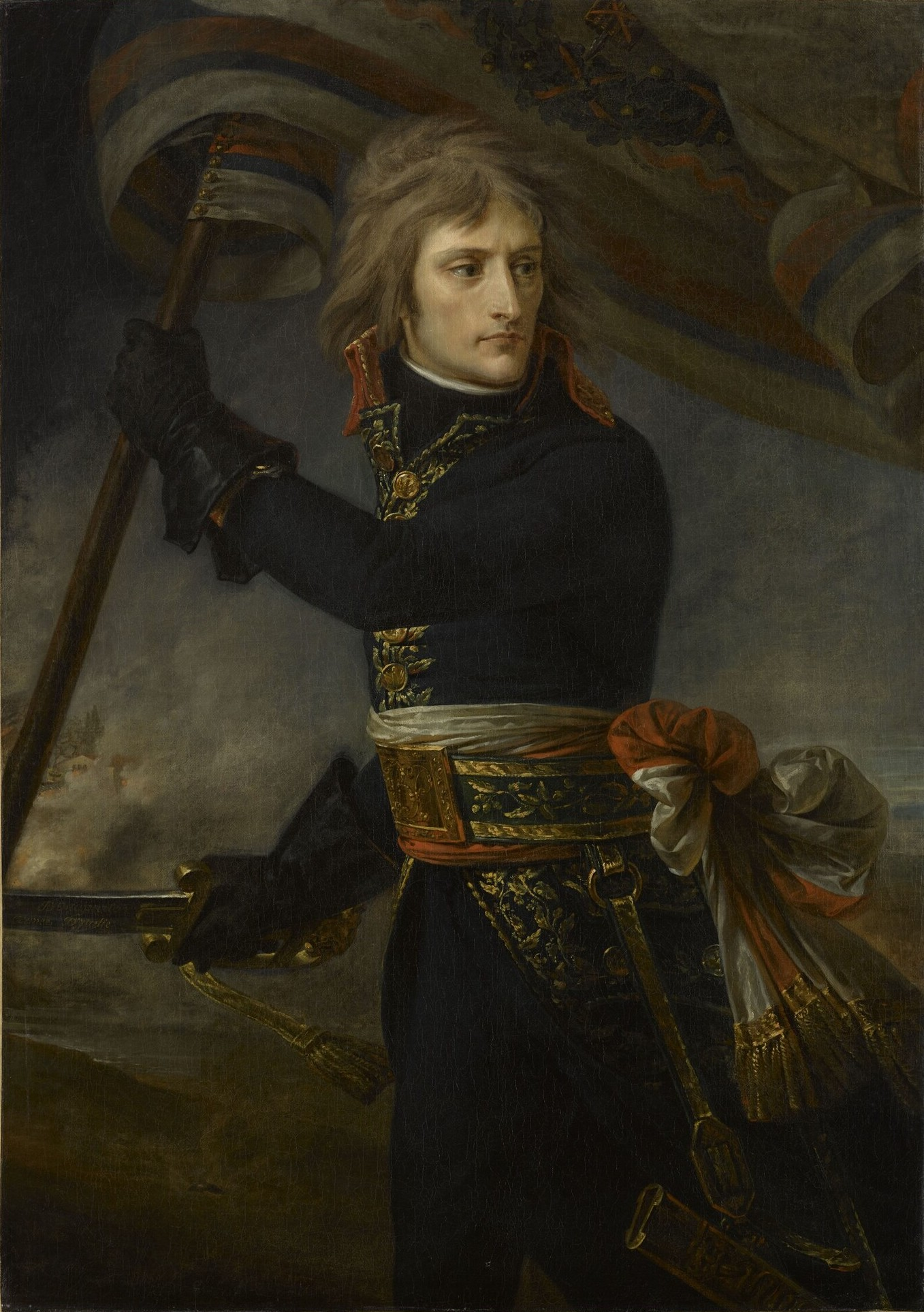
Bonaparte au pont d’Arcole par A.-J. Gros, 1801.

La Troisième Symphonie, « Héroïque », marque une étape capitale dans l’œuvre de Beethoven, non seulement en raison de sa puissance expressive et de sa longueur jusqu’alors inusitée, mais aussi parce qu'elle inaugure une série d’œuvres brillantes, remarquables dans leur durée et dans leur énergie, caractéristiques du style de la période médiane de Beethoven dit « style héroïque ». Le compositeur entend initialement dédier cette symphonie au général Napoléon Bonaparte, Premier consul de la République française en qui il voit le sauveur des idéaux de la Révolution. Mais en apprenant la proclamation de l'Empire français (mai 1804), il entre en fureur et rature férocement la dédicace, remplaçant l’intitulé Buonaparte par la phrase « Grande symphonie Héroïque pour célébrer le souvenir d’un grand homme ». La genèse de la symphonie s’étend de 1802 à 1804 et la création publique, le 7 avril 1805, déchaîne les passions, tous ou presque la jugeant beaucoup trop longue. Beethoven ne s’en soucie guère, déclarant qu’on trouverait cette symphonie très courte quand il en aurait composé une de plus d’une heure, et devant considérer — jusqu’à la composition de la Neuvième — l’Héroïque comme la meilleure de ses symphonies.

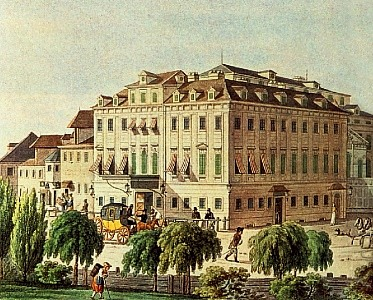
Le Theater an der Wien, haut lieu de la vie musicale à Vienne au début du XIXe siècle, voit la création de plusieurs œuvres majeures de Beethoven dont Fidelio et la Cinquième symphonie.

Dans l’écriture pianistique aussi, le style évolue : c’est en 1804 la Sonate pour piano no 21 dédiée au comte Waldstein dont elle porte le nom, qui frappe ses exécutants par sa grande virtuosité et par les capacités qu’elle exige de la part de l’instrument. D’un moule similaire naît la sombre et grandiose Sonate pour piano no 23 dite Appassionata (1805), qui suit de peu le Triple Concerto pour piano, violon, violoncelle et orchestre (1804). En juillet 1805, le compositeur fait la rencontre du compositeur Luigi Cherubini, pour qui il ne cache pas son admiration.
À trente-cinq ans, Beethoven s’attaque au genre dans lequel Mozart s’était le plus illustré : l’opéra. Il s’était enthousiasmé en 1801 pour le livret Léonore ou l’Amour conjugal de Jean-Nicolas Bouilly, et l’opéra Fidelio, qui porte primitivement le titre-nom de son héroïne Léonore, est ébauché dès 1803. Mais l’œuvre donne à son auteur des difficultés imprévues. Mal accueilli au départ (trois représentations seulement en 1805), Beethoven s’estimant victime d’une cabale, Fidelio ne connaît pas moins de trois versions remaniées (1805, 1806 et 1814) et il faut attendre la dernière pour qu’enfin l’opéra reçoive un accueil à sa mesure. Bien qu’il ait composé une pièce majeure du répertoire lyrique, cette expérience provoque l’amertume du compositeur et il ne devait jamais se remettre à ce genre, même s’il étudia plusieurs autres projets dont un Macbeth inspiré de l’œuvre de Shakespeare et surtout un Faust d’après Goethe, à la fin de sa vie.

#### L’indépendance affirmée

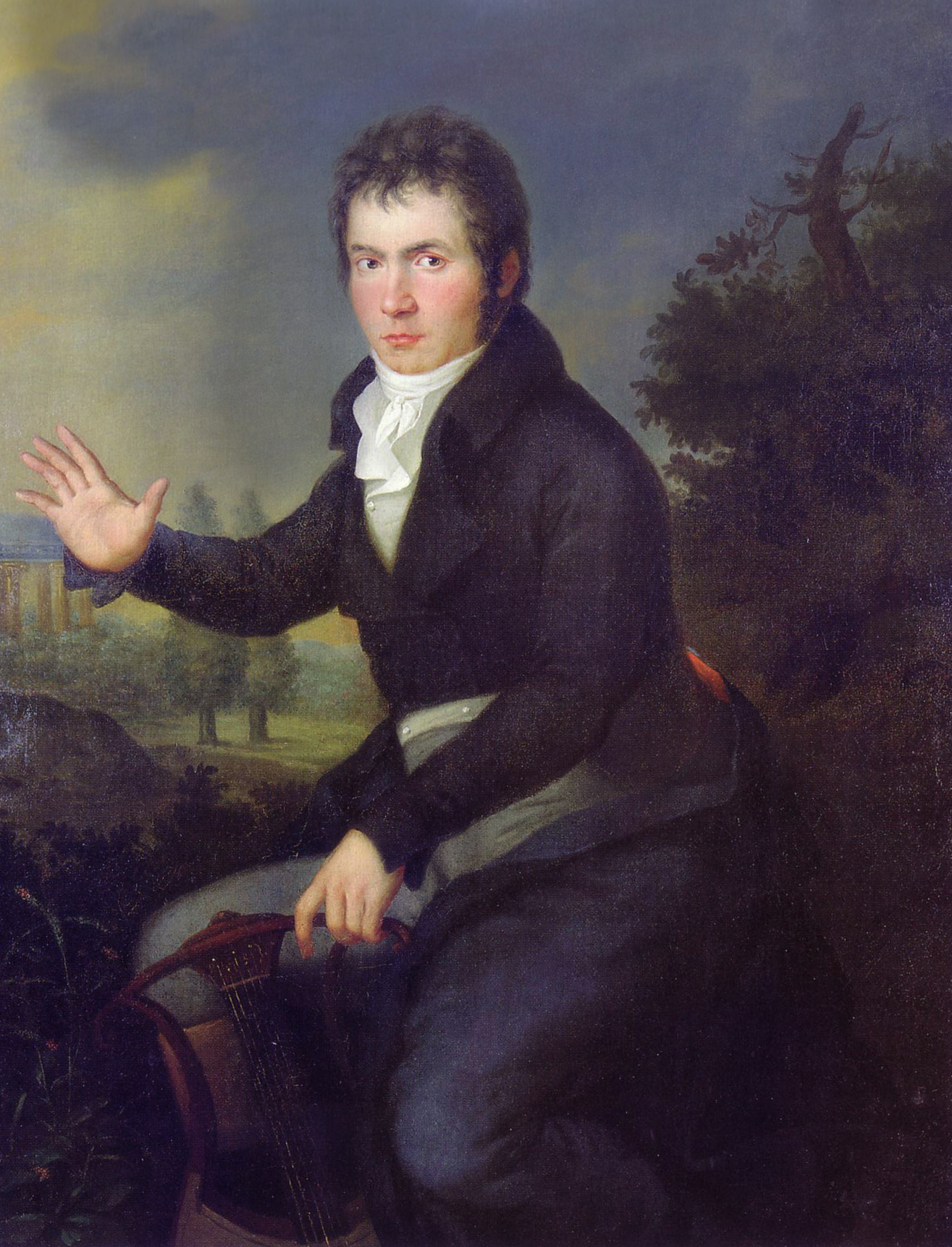
Beethoven vers 1804 par J.W. Mähler, à l’époque de la Sonate Appassionata et de Fidelio. Résolu à saisir le destin à la gorge, il compose entre 1802 et 1812 des œuvres brillantes et énergiques caractéristiques de son style héroïque.

Après 1805, malgré l’échec retentissant de Fidelio, la situation de Beethoven est redevenue favorable. En pleine possession de sa vitalité créatrice, il semble s’accommoder de son audition défaillante et retrouver, pour un temps au moins, une vie sociale satisfaisante. Si l’échec d’une relation intime avec Joséphine von Brunsvik (de) est une nouvelle désillusion sentimentale pour le musicien, les années 1806 à 1808 sont les plus fertiles de sa vie créatrice : la seule année 1806 voit la composition du Concerto pour piano no 4, des trois Quatuors à cordes no 7, no 8 et no 9 dédiés au comte Andreï Razoumovski, de la Quatrième Symphonie et du Concerto pour violon. À l’automne de cette année, Beethoven accompagne son mécène le prince Carl Lichnowsky dans son château de Silésie occupée par l’armée napoléonienne depuis Austerlitz et fait à l’occasion de ce séjour la plus éclatante démonstration de sa volonté d’indépendance. Lichnowsky ayant menacé de mettre Beethoven aux arrêts s’il s’obstinait à refuser de jouer du piano pour des officiers français stationnés dans son château, le compositeur quitte son hôte après une violente querelle et lui envoie le billet :

« Prince, ce que vous êtes, vous l’êtes par le hasard de la naissance. Ce que je suis, je le suis par moi.
Des princes, il y en a eu et il y en aura encore des milliers. Il n’y a qu’un Beethoven. »

— Beethoven à Lichnowsky, octobre 1806.
S’il se met en difficulté en perdant la rente de son principal mécène, Beethoven est parvenu à s’affirmer comme artiste indépendant et à s’affranchir symboliquement du mécénat aristocratique. Désormais le style héroïque peut atteindre son paroxysme. Donnant suite à son souhait de « saisir le destin à la gorge », exprimé à Wegeler en novembre 1801, Beethoven met en chantier la Cinquième Symphonie. À travers son célèbre motif rythmique de quatre notes précédées d'un silence, exposé dès la première mesure et qui irradie toute l’œuvre, le musicien entend exprimer la lutte de l’homme avec son destin, et son triomphe final. L’ouverture Coriolan, avec laquelle elle partage la tonalité d’ut mineur, date de cette même époque. Composée en même temps que la Cinquième, la Symphonie pastorale paraît d’autant plus contrastée. Décrite par Michel Lecompte comme « la plus sereine, la plus détendue, la plus mélodique des neuf symphonies » en même temps que la plus atypique, elle est l’hommage à la nature d’un compositeur profondément amoureux de la campagne, dans laquelle il trouve depuis toujours le calme et la sérénité propices à son inspiration. Véritablement annonciatrice du romantisme en musique, la Pastorale porte en sous-titre cette phrase de Beethoven : « Expression du sentiment plutôt que peinture » et chacun de ses mouvements porte une indication descriptive : la symphonie à programme était née.
Le concert donné par Beethoven le 22 décembre 1808 est sans doute une des plus grandes « académies » de l’histoire avec celle du 7 mai 1824. Y sont joués en première audition la Cinquième Symphonie, la Symphonie pastorale, le Concerto pour piano no 4, la Fantaisie chorale pour piano et orchestre et deux hymnes de la Messe en ut majeur composée pour le prince Esterházy en 1807. Ce fut la dernière apparition de Beethoven comme soliste. Ne parvenant pas à obtenir un poste officiel à Vienne, il avait décidé de quitter la ville et voulait ainsi lui montrer l'ampleur de ce qu'elle perdait. À la suite de ce concert, des mécènes lui assurèrent une rente lui permettant de demeurer dans la capitale. Après la mort de Haydn en mai 1809, bien qu’il lui restât des adversaires déterminés, il ne se trouve plus guère de monde pour contester la place de Beethoven dans le panthéon des musiciens.

#### La maturité artistique

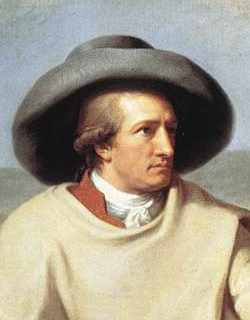
Goethe juge Beethoven : Je n’ai encore jamais vu un artiste plus puissamment concentré, plus énergique, plus intérieur. (…) C’est malheureusement une personnalité tout à fait indomptée. Beethoven espérait beaucoup de sa rencontre en 1812 avec le poète, mais il n’y trouva qu’une indifférence calculée.
Portrait de J.H.W. Tischbein, 1787.

En 1808, Beethoven reçoit de Jérôme Bonaparte, alors roi de Westphalie, la proposition du poste de maître de chapelle à sa Cour de Kassel. Il semble que, pendant un moment, le compositeur ait songé à accepter ce poste prestigieux qui, s’il remettait en cause son indépendance si chèrement défendue, lui eût assuré une situation sociale confortable. C’est alors qu’un sursaut patriotique s’empare de l’aristocratie viennoise (1809). Refusant de laisser partir leur musicien national, l’archiduc Rodolphe, le prince Kinsky et le prince Lobkowitz s’allient pour assurer à Beethoven, s’il reste à Vienne, une rente viagère de 4 000 florins annuels, somme considérable pour l’époque. Beethoven accepte, voyant son espoir d’être définitivement à l’abri du besoin aboutir, mais la reprise de la guerre entre l’Autriche et la France au printemps 1809 remet tout en cause. La famille impériale est contrainte de quitter Vienne occupée, la grave crise économique qui s’empare de l’Autriche après Wagram et le traité de Schönbrunn imposé par Napoléon ruine l’aristocratie et provoque la dévaluation de la monnaie autrichienne. Beethoven aura de la difficulté à se faire payer, sauf par l'archiduc Rodolphe, qui le soutiendra pendant de longues années,.
Dans l'immédiat, le catalogue continue de s’enrichir : les années 1809 et 1810 voient la composition du Concerto pour piano no 5, œuvre virtuose que crée Carl Czerny, de la musique de scène pour la pièce Egmont de Goethe et du Quatuor à cordes no 10 dit « Les Harpes ». C’est pour le départ imposé de son élève et ami l’archiduc Rodolphe, plus jeune fils de la famille impériale, que Beethoven compose la Sonate « Les Adieux ». Les années 1811 et 1812 voient le compositeur atteindre l’apogée de sa vie créatrice. Le Trio à l’Archiduc puis les Septième et Huitième symphonies sont le point d’orgue de la période héroïque.
Sur le plan personnel, Beethoven est profondément affecté en 1810 par l’échec d’un projet de mariage avec Therese Malfatti, potentielle dédicataire de la célèbre La Lettre à Élise. La vie sentimentale de Beethoven a suscité d’abondants commentaires de la part de ses biographes. Le compositeur s’éprit à de nombreuses reprises de jolies femmes, le plus souvent mariées, mais jamais ne connut ce bonheur conjugal qu’il appelait de ses vœux et dont il faisait l’apologie dans Fidelio. Ses amitiés amoureuses avec Giulietta Guicciardi (inspiratrice de la Sonate « Clair de lune »), Thérèse von Brunsvik (dédicataire de la Sonate pour piano no 24), Maria von Erdödy (qui reçut les deux Sonates pour violoncelle opus 102) ou encore Amalie Sebald restèrent d’éphémères expériences. Outre l’échec de ce projet de mariage, l’autre événement majeur de la vie amoureuse du musicien fut la rédaction, en 1812, de la bouleversante Lettre à l’immortelle Bien-aimée dont la dédicataire reste inconnue, même si les noms de Joséphine von Brunsvik et surtout d’Antonia Brentano, sont ceux qui ressortent le plus nettement de l’étude de Jean et Brigitte Massin et de Maynard Solomon.

### 1813-1817: les années sombres
Le mois de juillet 1812, abondamment commenté par les biographes du musicien, marque un nouveau tournant dans la vie de Beethoven. Séjournant en cure thermale dans la région de Teplitz et de Carlsbad, il rédige l’énigmatique Lettre à l'immortelle Bien-aimée et fait la rencontre infructueuse de Goethe par l’entremise de Bettina Brentano. Pour des raisons qui demeurent mal précisées, c’est aussi le début d’une longue période de stérilité dans la vie créatrice du musicien. On sait que les années qui suivirent 1812 coïncidèrent avec plusieurs événements dramatiques dans la vie de Beethoven, événements qu’il dut surmonter seul, tous ses amis ou presque ayant quitté Vienne pendant la guerre de 1809, mais rien n’explique entièrement cette rupture après dix années d’une telle fécondité.
Malgré l’accueil très favorable réservé par le public à la Septième symphonie et à la Victoire de Wellington (décembre 1813), malgré la reprise enfin triomphale de Fidelio dans sa version définitive (mai 1814), Beethoven perd peu à peu les faveurs de Vienne toujours nostalgique de Mozart et acquise à la musique plus légère de Rossini. Le tapage fait autour du Congrès de Vienne, où Beethoven est encensé comme musicien national, ne masque pas longtemps la condescendance grandissante des Viennois à son égard. En outre, le durcissement du régime imposé par Metternich le place dans une situation délicate, la police viennoise étant depuis longtemps au fait des convictions démocratiques et révolutionnaires dont le compositeur se cache de moins en moins. Sur le plan personnel, l’événement majeur vient de la mort de son frère Kaspar-Karl le 15 novembre 1815. Beethoven, qui lui avait promis de diriger l’éducation de son fils Karl, doit faire face à une interminable série de procès contre sa belle-sœur pour obtenir la tutelle exclusive de son neveu, finalement gagnée en 1820. Malgré toute la bonne volonté et l’attachement du compositeur, ce neveu allait devenir pour lui, et jusqu’à la veille de sa mort, une source inépuisable de tourment. De ces années sombres, où sa surdité devient totale, seuls émergent quelques rares chefs-d’œuvre : les Sonates pour violoncelle no 4 et 5 dédiées à sa confidente Maria von Erdödy (1815), la Sonate pour piano no 28 (1816) et le cycle de lieder À la Bien-aimée lointaine (An die ferne Geliebte, 1815-1816), sur des poèmes d’Alois Jeitteles.
Tandis que sa situation matérielle devient de plus en plus préoccupante, Beethoven tombe gravement malade entre 1816 et 1817 et semble une nouvelle fois proche du suicide. Pourtant, sa force morale et sa volonté reprennent encore une fois leurs droits, avec le soutien et l'amitié que lui apporte la factrice de pianos Nannette Streicher. Tourné vers l’introspection et la spiritualité, pressentant l’importance de ce qu’il lui reste à écrire pour « les temps à venir », il trouve la force de surmonter ces épreuves pour entamer une dernière période créatrice qui lui apportera probablement ses plus grandes révélations. Neuf ans avant la création de la Neuvième Symphonie, Beethoven résume en une phrase ce qui va devenir à bien des égards l’œuvre de toute sa vie (1815) :

« Nous, êtres limités à l’esprit infini, sommes uniquement nés pour la joie et pour la souffrance. Et on pourrait presque dire que les plus éminents s’emparent de la joie en traversant la souffrance (Durch Leiden, Freude). »

### 1818-1827: le dernier Beethoven

#### La Messe en ré et l’adieu au piano

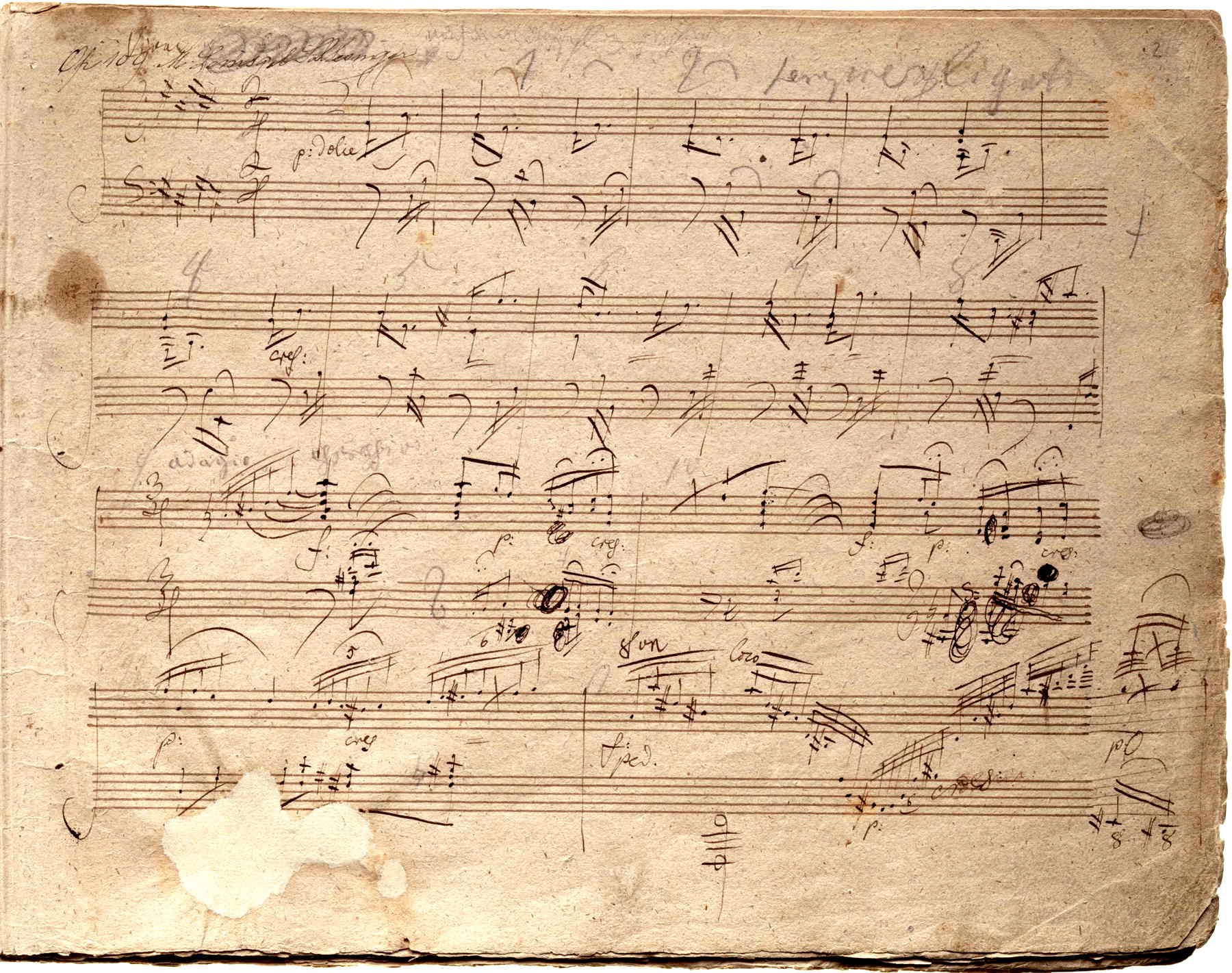
Une page manuscrite de la Sonate pour piano no 30 (1820).

Les forces de Beethoven reviennent à la fin de 1817, époque à laquelle il ébauche une nouvelle sonate qu’il destine au piano-forte le plus récent (Hammerklavier en allemand), et qu’il envisage comme la plus vaste de toutes celles qu’il a composées jusque-là. Exploitant jusqu’aux limites les possibilités de l’instrument, durant près de cinquante minutes, la Grande Sonate pour « Hammerklavier » opus 106 laisse indifférents les contemporains de Beethoven qui la jugent injouable et estiment que, désormais, la surdité du musicien lui rend impossible l’appréciation correcte des possibilités sonores. À l’exception de la Neuvième Symphonie, il en est de même pour l’ensemble des dernières œuvres du maître, dont lui-même a conscience qu’elles sont très en avance sur leur temps. Se souciant peu des doléances des interprètes, il déclare à son éditeur en 1819 : « Voilà une sonate qui donnera de la besogne aux pianistes, quand on la jouera dans cinquante ans ». À partir de cette époque, enfermé dans sa surdité, il doit se résoudre à communiquer avec son entourage par l’intermédiaire de cahiers de conversation qui, si une grande partie en a été détruite ou perdue, constituent aujourd’hui un témoignage irremplaçable sur cette dernière période. S'il est avéré qu'il utilisait une baguette en bois entre les dents, appuyée sur la caisse du piano pour sentir les vibrations, l'anecdote des pieds de piano sciés est historiquement moins certaine : le compositeur aurait scié ces pieds afin de pouvoir jouer assis par terre pour percevoir les vibrations des sons transmises par le sol.
Beethoven a toujours été croyant, sans être un pratiquant assidu, mais sa ferveur chrétienne s’accroît notablement au sortir de ces années difficiles, ainsi qu’en témoignent les nombreuses citations de caractère religieux qu’il recopie dans ses cahiers à partir de 1817. Aucune preuve déterminante n’a jamais été apportée aux rumeurs selon lesquelles il aurait appartenu à la franc-maçonnerie.
Au printemps de 1818 lui vient l’idée d’une grande œuvre religieuse qu’il envisage d’abord comme une messe d’intronisation pour l’archiduc Rodolphe, qui doit être élevé au rang d’archevêque d’Olmütz quelques mois plus tard. Mais la colossale Missa solemnis en ré majeur réclame au musicien quatre années de travail opiniâtre (1818-1822) et la messe n’est remise à son dédicataire qu’en 1823. Beethoven étudie longuement les messes de Bach et Le Messie de Haendel durant la composition de la Missa solemnis qu’il déclarera à plusieurs reprises être « sa meilleure œuvre, son plus grand ouvrage ». Parallèlement à ce travail sont composées les trois dernières Sonates pour piano (no 30, no 31 et no 32) dont la dernière, l’opus 111, s’achève sur une arietta à variations d’une haute spiritualité qui aurait pu être sa dernière page pour piano. Mais il lui reste à composer un ultime chef-d’œuvre pianistique : l’éditeur Anton Diabelli invite en 1822 l’ensemble des compositeurs de son temps à écrire une variation sur une valse très simple de sa composition. Après s’être d’abord moqué de cette valse, Beethoven dépasse le but proposé et en tire un recueil de 33 Variations que Diabelli lui-même estime comparable aux célèbres Variations Goldberg de Bach, composées quatre-vingts ans plus tôt.

#### LaNeuvième Symphonieet les derniers quatuors
La composition de la Neuvième Symphonie débute au lendemain de l’achèvement de la Missa solemnis, mais cette œuvre a une genèse extrêmement complexe dont la compréhension nécessite de remonter à la jeunesse de Beethoven, qui dès avant son départ de Bonn, envisageait de mettre en musique l’Ode à la joie de Schiller. À travers son inoubliable finale où sont introduits des chœurs, innovation dans l’écriture symphonique, la Neuvième symphonie apparaît, dans la lignée de la Cinquième, comme une évocation musicale du triomphe de la joie et de la fraternité sur le désespoir, et prend la dimension d’un message humaniste et universel. La symphonie est créée devant un public enthousiaste le 7 mai 1824, Beethoven renouant un temps avec le succès. C’est en Prusse et en Angleterre, où la renommée du musicien est depuis longtemps à la mesure de son génie, que la symphonie connaît le succès le plus fulgurant. Plusieurs fois invité à Londres comme l’avait été Joseph Haydn, Beethoven a été tenté vers la fin de sa vie de voyager en Angleterre, pays qu’il admire pour sa vie culturelle et pour sa démocratie et qu’il oppose systématiquement à la frivolité de la vie viennoise, mais ce projet ne se réalisera pas et Beethoven ne connaîtra jamais le pays de son idole Haendel, dont l’influence est particulièrement sensible dans la période tardive de Beethoven, qui compose dans son style, entre 1822 et 1823, l’ouverture La Consécration de la maison.
Les cinq derniers Quatuors à cordes (no 12, no 13, no 14, no 15, no 16) mettent le point final à la production musicale de Beethoven. Par leur caractère visionnaire, renouant avec des formes anciennes (utilisation du mode lydien dans le Quatuor no 15), ils marquent l’aboutissement des recherches de Beethoven dans la musique de chambre. Les grands mouvements lents à teneur dramatique (Cavatine du Quatuor no 13, Chant d’action de grâce sacrée d’un convalescent à la Divinité du Quatuor no 15) annoncent le romantisme tout proche. À ces cinq quatuors, composés dans la période 1824-1826, il faut encore ajouter la Grande Fugue en si bémol majeur, opus 133, qui est au départ le mouvement conclusif du Quatuor no 13, mais que Beethoven séparera à la demande de son éditeur. À la fin de l’été 1826, alors qu’il achève son Quatuor no 16, Beethoven projette encore de nombreuses œuvres : une Dixième Symphonie, dont il existe quelques esquisses ; une ouverture sur le nom de Bach ; un Faust inspiré de la pièce de Goethe ; un oratorio sur le thème de Saül et David, un autre sur le thème des Éléments ; un Requiem. Mais le 30 juillet 1826, son neveu Karl fait une tentative de suicide. L’affaire fait scandale, et Beethoven bouleversé part se reposer chez son frère Johann à Gneixendorf dans la région de Krems-sur-le-Danube, en compagnie de son neveu convalescent. C’est là qu’il écrit sa dernière œuvre, un allegro pour remplacer la Grande Fugue comme finale du Quatuor no 13.

#### La fin

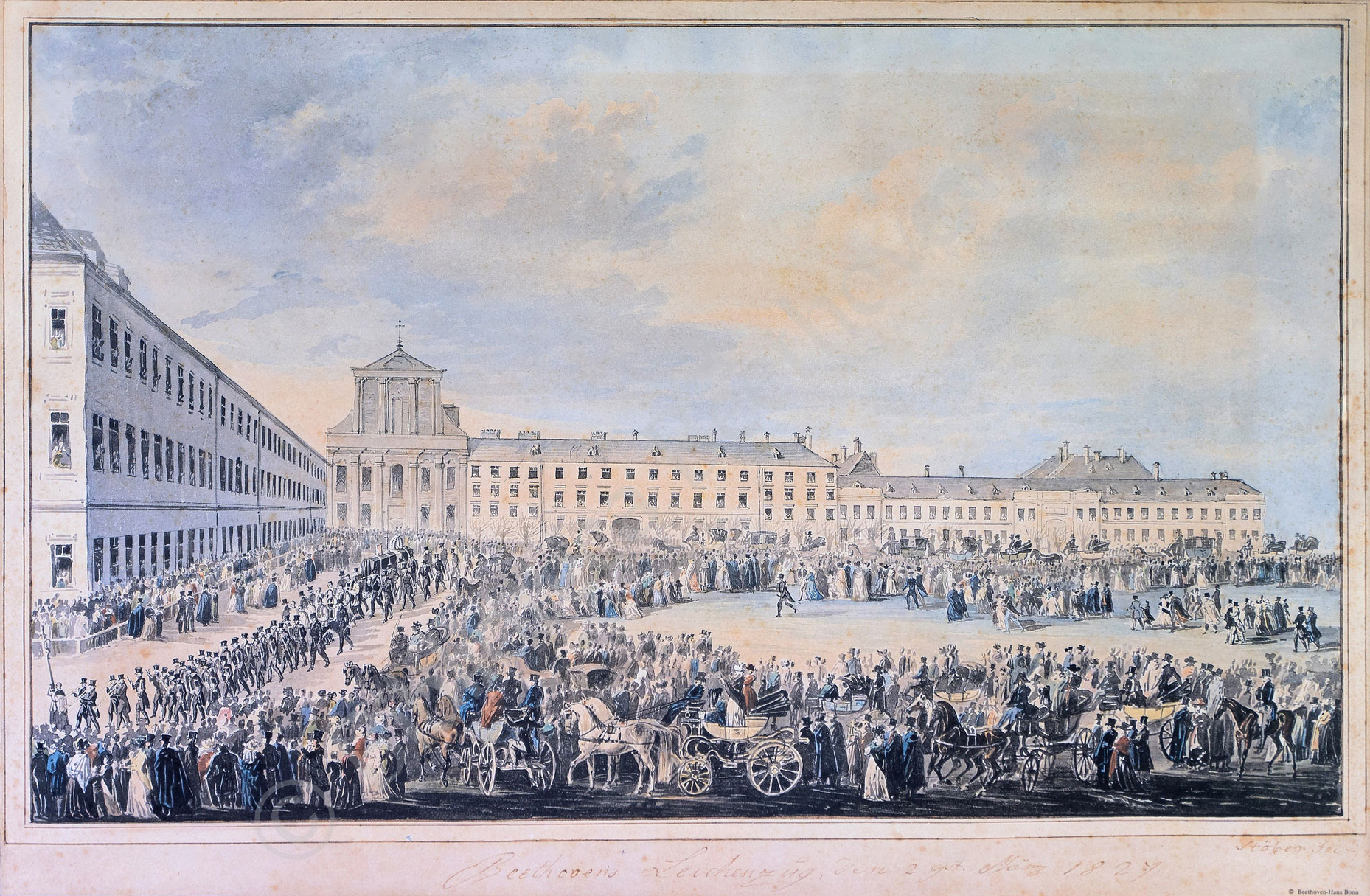
Les funérailles de Beethoven le 29 mars 1827 à Vienne.
Tableau de F. Stober (1827).

De retour à Vienne en décembre 1826, Beethoven contracte une double pneumonie dont il ne peut se relever : les quatre derniers mois de sa vie sont marqués par des douleurs permanentes et une terrible détérioration physique.
La cause directe de la mort du musicien, selon les observations de son dernier médecin le docteur Wawruch, semble être une décompensation de cirrhose hépatique. Différentes causes ont depuis été proposées : cirrhose alcoolique, syphilis, hépatite aiguë, sarcoïdose, maladie de Whipple, maladie de Crohn,, prédisposition génétique, infection par le virus de l'hépatite B.
Une autre hypothèse, controversée, est que Beethoven pourrait aussi avoir été atteint de la maladie osseuse de Paget (selon une autopsie faite à Vienne le 27 mars 1827 par Karl Rokitansky qui évoque une voûte crânienne uniformément dense et épaisse et des nerfs auditifs dégénérés). Le musicien souffrait de déformations compatibles avec la maladie osseuse de Paget ; sa tête semble avoir continué à grandir à l'âge adulte (à la fin de sa vie, il ne rentrait plus dans son chapeau ni dans ses chaussures) ; son front est devenu proéminent, sa mâchoire était grande et son menton saillant. Il est possible qu'une compression de certains nerfs crâniens, notamment le nerf auditif (huitième nerf crânien) ait affecté son ouïe ; c'est l'une des hypothèses rétrospectivement apportées pour expliquer son humeur et sa surdité (qui a débuté vers vingt-sept ans et était totale à quarante-quatre ans).
Une explication du début des années 2000, appuyée sur des analyses de cheveux et de fragments osseux, est qu’il aurait souffert toute la fin de sa vie (indépendamment de sa surdité, le compositeur se plaignait régulièrement de douleurs abdominales et de troubles de la vision) d’un saturnisme chronique combiné avec une déficience génétique l’empêchant d’éliminer le plomb absorbé par son organisme. Cependant, l'authenticité de la boucle de cheveux a été invalidée en 2023 par une analyse génétique. L’origine la plus probable de cette intoxication au plomb est la consommation de vin. Beethoven, grand amateur de vin du Rhin et de « vin de Hongrie » bon marché, avait l’habitude de boire dans une coupe en cristal de plomb ces vins « sucrés » à l’époque au sel de plomb.
Jusqu’à la fin, le compositeur reste entouré de ses proches amis, notamment Karl Holz, Anton Schindler et Stephan von Breuning. Quelques semaines avant sa mort, il aurait reçu la visite de Franz Schubert, qu’il ne connaissait pas et regrettait de découvrir si tardivement[réf. nécessaire]. C’est à son ami le compositeur Ignaz Moscheles, promoteur de sa musique à Londres, qu’il envoie sa dernière lettre dans laquelle il promet encore aux Anglais de leur composer une nouvelle symphonie pour les remercier de leur soutien. Mais le 26 mars 1827, Ludwig van Beethoven meurt à l’âge de cinquante-six ans. Alors que Vienne ne se souciait plus guère de son sort depuis des mois, ses funérailles, le 29 mars 1827, réunissent un cortège impressionnant de plusieurs milliers d’anonymes. L'oraison funèbre est écrite par Grillparzer et prononcée par l'acteur Heinrich Anschütz. Beethoven repose au cimetière central de Vienne.

« Il sait tout, mais nous ne pouvons pas tout comprendre encore, et il coulera beaucoup d’eau dans le Danube avant que tout ce que cet homme a créé soit universellement compris. »

— Schubert, en 1827.

## Lemythebeethovénien
De son vivant, Beethoven était déjà un mythe, ce que l'on appellerait aujourd'hui un compositeur « culte ». Traversant les genres artistiques, dépassant les frontières culturelles et géographiques, il devient en même temps le signe d'une tradition et le symbole d'une modernité sans cesse renouvelée.

« La légende finit toujours par avoir raison contre l'histoire, et la création du mythe est la victoire suprême de l'art. »

— Emmanuel Buenzod, Pouvoir de Beethoven ; Les lettres et la musique. Édition A. Corréa, 1936.

### Le musicien du peuple allemand
Tandis qu'en France, le mythe Beethoven se situait seulement sur le plan musical et éthique, développant l'image d'un musicien républicain pour le peuple, ou animé d'une exigence esthétique absolue — avec ses quatuors notamment — pour les belles âmes, il en allait différemment en Allemagne pour d'évidentes raisons politiques.
Après la constitution du Reich allemand du 18 janvier 1871, Beethoven fut désigné comme un des éléments fondamentaux du patrimoine national et du Kulturkampf national. Bismarck avouait d'ailleurs sa prédilection pour un compositeur qui lui procurait une saine énergie. Dès lors, on entendit la musique de Beethoven à côté du chant nationaliste Die Wacht am Rhein.
Richard Wagner avait écrit en 1840 une intéressante nouvelle, Une visite à Beethoven.
Épisode de la vie d’un musicien allemand, dans laquelle il se mettait dans la peau d'un jeune compositeur rencontrant Beethoven au lendemain de la création de Fidelio et faisait développer par le « grand sourd » des idées très wagnériennes sur l'opéra. Wagner, donc, contribua à installer Beethoven dans sa position de grand musicien du peuple allemand.
En 1871, l'année de la fondation du Reich, il publia son récit. On sait qu'en 1872 il fêta la pose de la première pierre du Bayreuther Festspielhaus, Palais des festivals de Bayreuth, par un concert donné à l'opéra des Margraves à Bayreuth, au cours duquel il dirigea la Neuvième Symphonie. Tout un programme, toute une filiation.
Paradoxalement l'héritage beethovénien tomba alors dans des mains qui n'étaient pas forcément les plus aptes à le recevoir. Les compositeurs de premier plan de la génération post-beethovénienne, Robert Schumann, Felix Mendelssohn, ne pouvaient pas constituer de véritables héritiers. Leurs orientations esthétiques étaient trop éloignées du modèle. D'une certaine manière, il en allait de même pour Johannes Brahms, mais celui-ci fut sommé par l’institution musicale allemande d'assumer l'héritage. Il lui revenait de prolonger le patrimoine symphonique. Il hésita longtemps avant de parachever sa Première Symphonie en 1876 après deux décennies de tâtonnement devant la grande ombre. Quand elle fut créée, on la qualifia de « Dixième Symphonie » de Beethoven. Sept ans plus tard, lorsque fut connue sa Troisième Symphonie, elle fut désignée comme l’« Héroïque ».
Une sorte de nationalisme musical créa une fausse filiation entre les trois B :
1. Bach, le père éternel ;
2. Beethoven, le héros ;
3. Brahms, le brillant héritier.

Ce n'était pas un cadeau pour ce dernier, que son tempérament portait plutôt vers le lyrisme intime et le clair-obscur. Il fut donc quelque peu condamné par l'air du temps politique et culturel à faire revivre un compositeur qu'il admirait profondément et redoutait à la fois.
Gustav Mahler, en un sens, marqua l'ultime étape de l'influence beethovénienne en Autriche. Si son langage est très éloigné de celui de son lointain prédécesseur, la nature même de ses symphonies en prolongeait le message personnel. Beethoven écrivait en marge du manuscrit de la Missa solemnis ; « Venu du cœur, puisse-t-il retourner au cœur. » Mahler notait aussi ses états d'âme en marge de ses partitions. Dans les deux cas, la musique embrasse le monde et la condition humaine. Sa Deuxième Symphonie avec son chœur final est fille de la Neuvième de Beethoven. Sa Troisième est un hymne à la nature comme la Pastorale. Et enfin, sa Sixième évoque à trois reprises les coups du Destin.

### Une aura universelle et humaniste

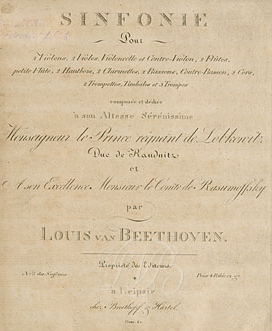
Page de titre de l'édition de 1809 de la 5e Symphonie.

Après le nazisme, le mythe Beethoven ne pouvait plus être le même pour revenir au Beethoven universel et humaniste. Les quatre premières notes de la Cinquième Symphonie avaient été associées par les Alliés à la victoire selon l'analogie trois brèves et une longue du code Morse de la lettre V, signe cinq en chiffre romain du V victorieux de Winston Churchill. Après la fin des hostilités, le thème de l'Ode à la joie fut choisi comme hymne européen et enregistré par l'Orchestre philharmonique de Berlin et Herbert von Karajan, qui dans sa jeunesse avait souvent dirigé Beethoven dans un tout autre contexte. Mais, depuis longtemps, les écoliers de nombreux pays chantaient la jolie chanson idéaliste : « Oh, quel magnifique rêve vient illuminer mes yeux/Quel brillant soleil se lève dans les purs et larges cieux », disait la version française pour les écoles, signée Maurice Bouchor. En 1955, pour la réouverture du Wiener Staatsoper de Vienne, après les réparations consécutives aux graves dommages des bombardements alliés, fut monté Fidelio, hymne à la résistance à la barbarie et à la liberté retrouvée, ce qui, tout de même, n'allait pas sans quelques ambiguïtés dans un pays qui s'était enthousiasmé pour l'Anschluss, sans parler du chef d'orchestre Karl Böhm, qui avait eu quelques regrettables complaisances à l'égard du régime déchu.
La seconde moitié du XXe siècle ne cesse de célébrer Beethoven, qui reste longtemps le compositeur phare de la musique classique. Il apparaît souvent dans la bande-son des films, et de manière particulièrement impressionnante dans Orange mécanique de Stanley Kubrick (1971) où le Scherzo déformé de la Neuvième Symphonie figure l'énergie dévoyée d'Alex, le héros psychopathe. Cependant, durant les dernières décennies, la vague du retour aux musiques anciennes et une certaine défiance à l'égard du sentiment et de toute exaltation emphatique font baisser la cote beethovénienne. Le recours aux instruments d'époque et à des pratiques d'exécution différentes permet de produire une nouvelle image sonore.
Emil Cioran suggère que cette façon intime et grandiose d'aborder la musique — qui est surtout le fait de commentateurs postérieurs à Beethoven — en avait « vicié » l'évolution. Yehudi Menuhin considère qu'avec Beethoven la musique commence à changer de nature pour aller vers une sorte de mainmise morale sur l'auditeur. Un pouvoir totalitaire en quelque sorte. C'était un siècle auparavant le point de vue d'un Léon Tolstoï dans sa nouvelle La Sonate à Kreutzer, qui associe l'amour de la musique à une passion maladive.

### L'icône de la liberté

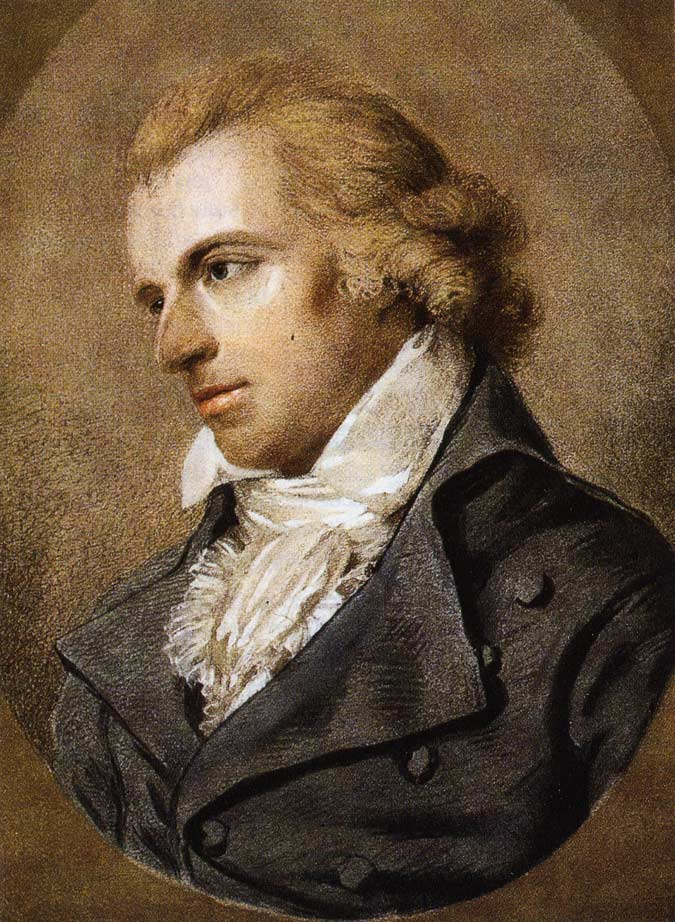
Friedrich von Schiller par. La ferveur humaniste de l'Ode à la joie fascine Beethoven.

Quoi qu'il en soit, globalement, l'image, affadie, qui subsiste est celle d'un militant pour la liberté, les droits de l'homme, le progrès social.
Le 25 décembre 1989, Leonard Bernstein conduit la Neuvième Symphonie devant le mur de Berlin éventré et remplacé le mot « Freude » (joie) de l'Ode par celui de « Freiheit » (liberté). Deutsche Grammophon commercialise l'enregistrement du concert en insérant dans le boîtier, comme une anti-relique, un morceau du vrai mur.
Le sens de ces manifestations est cependant plutôt flottant. En 1981, lors de la cérémonie d'investiture de François Mitterrand, Daniel Barenboim, avec les chœurs et l'Orchestre de Paris, exécutent le dernier mouvement de la Neuvième devant le Panthéon.
En 1995, Jean-Marie Le Pen ouvre le meeting dans lequel il annonce sa candidature à l'élection présidentielle, par l'Ode à la joie. En novembre 2015, pour couvrir une manifestation d'un mouvement d'extrême droite protestant contre l'immigration, les chœurs de l'Opéra de Mayence entonnent cet hymne.
Des flash mobs sur L'Ode à la joie — pratique moderne, assez légère et consensuelle, mais tout de même significative —, place Sant Roc à Sabadell, parvis de l'église Saint-Laurent de Nuremberg, Tokushima,, Fukushima, Hong Kong, Odessa ou Tunis, expriment le désir de liberté d'une foule jeune. Dans ces contextes, Beethoven est recherché.
En introduction à ses Mythologies, Roland Barthes écrit cette phrase célèbre autant qu'énigmatique : « Un mythe est une parole. » Polysémique, polyvalente, flexible, cette parole vit avec le temps, vit avec son temps. Le Beethoven actuel des flashmobs est bien éloigné du feu intérieur qui anime les bustes d'Antoine Bourdelle, de l'humanisme quelque peu emphatique de Romain Rolland ou des revendications nationalistes des deux Reich. C'est bien la preuve, par le mouvement, que le mythe court encore.

## Style musical et innovations

### Les influences

#### Jeunesse à Bonn

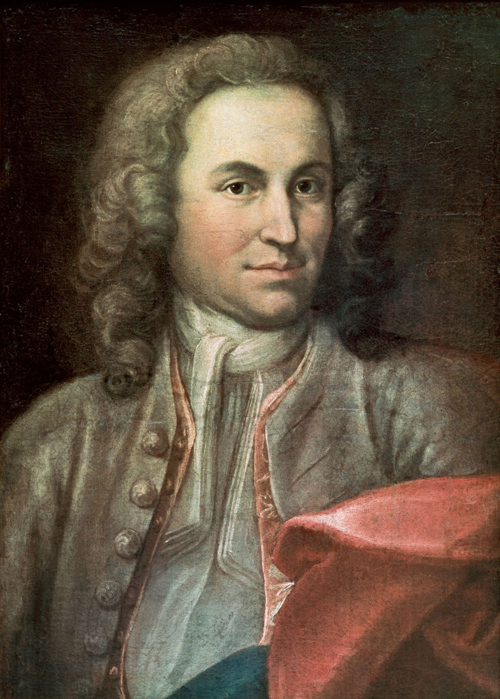
Jean-Sébastien Bach par J. E. Rentsch, 1715.

Contrairement à une croyance répandue, les premières influences musicales qui se sont exercées sur le jeune Beethoven ne sont pas tant celles de Haydn ou de Mozart — dont, à l’exception de quelques partitions, il ne découvrit véritablement la musique qu’une fois arrivé à Vienne — que du style galant de la seconde moitié du XVIIIe siècle et des compositeurs de l’École de Mannheim dont il pouvait entendre les œuvres à Bonn, à la cour du Prince-électeur Maximilien François d'Autriche.
Les œuvres de cette période n’apparaissent pas dans le catalogue des opus. Elles sont composées entre 1782 et 1792 et témoignent déjà d’une remarquable maîtrise de la composition ; mais sa personnalité ne s’y manifeste pas encore comme elle le fera dans la période viennoise.
Les Sonates à l’Électeur WoO 47 (1783), le Concerto pour piano WoO 4 (1784) ou encore les Quatuors avec piano WoO 36 (1785) sont fortement influencés par le style galant de compositeurs tels que Johann Christian Bach.
Deux autres représentants de la famille Bach constituent d’ailleurs le socle de la culture musicale du jeune Beethoven :
- Carl Philipp Emanuel Bach, dont il joue les sonates ;
- Jean-Sébastien Bach, dont il apprend par cœur les deux livres du Clavier bien tempéré.

Dans les deux cas, il s’agit plutôt d’études destinées à la maîtrise de son instrument qu’à la composition proprement dite.

#### L’influence décisive de Haydn
La particularité de l’influence exercée par Haydn — par rapport, notamment, à celle exercée par Clementi — tient au fait qu’elle dépasse littéralement le simple domaine esthétique (auquel elle ne s‘applique que momentanément et superficiellement) pour imprégner bien davantage le fond même de la conception beethovénienne de la musique. En effet, le modèle du maître viennois ne se manifeste pas tant, comme on le croit trop souvent, dans les œuvres dites « de la première période », que dans celles des années suivantes : la Symphonie Héroïque, dans son esprit et ses proportions, a ainsi bien plus à voir avec Haydn que les deux précédentes ; de même, Beethoven se rapproche davantage de son aîné dans son dernier quatuor, achevé en 1826, que dans son premier, composé une trentaine d’années plus tôt. On distingue ainsi, dans le style de Haydn, les aspects qui deviendront essentiels de l’esprit beethovénien.
Plus que tout, c’est le sens haydnien du motif qui influence profondément et durablement l’œuvre de Beethoven. Jamais celle-ci ne connaîtra de principe plus fondateur et plus immuable que celui, hérité de son maître, de bâtir un mouvement entier à partir d’une cellule thématique — réduite parfois jusqu’à l’extrême — et les chefs-d’œuvre les plus célèbres en témoignent, à l’exemple du premier mouvement de la Cinquième Symphonie. À la réduction quantitative du matériau de départ doit correspondre une extension du développement ; et si la portée de l’innovation apportée par Haydn s’est révélée si grande, sur Beethoven et donc indirectement sur toute l’histoire de la musique, c’est justement parce que le motif haydnien a eu vocation à engendrer un développement thématique d’une ampleur jusqu’alors inédite.

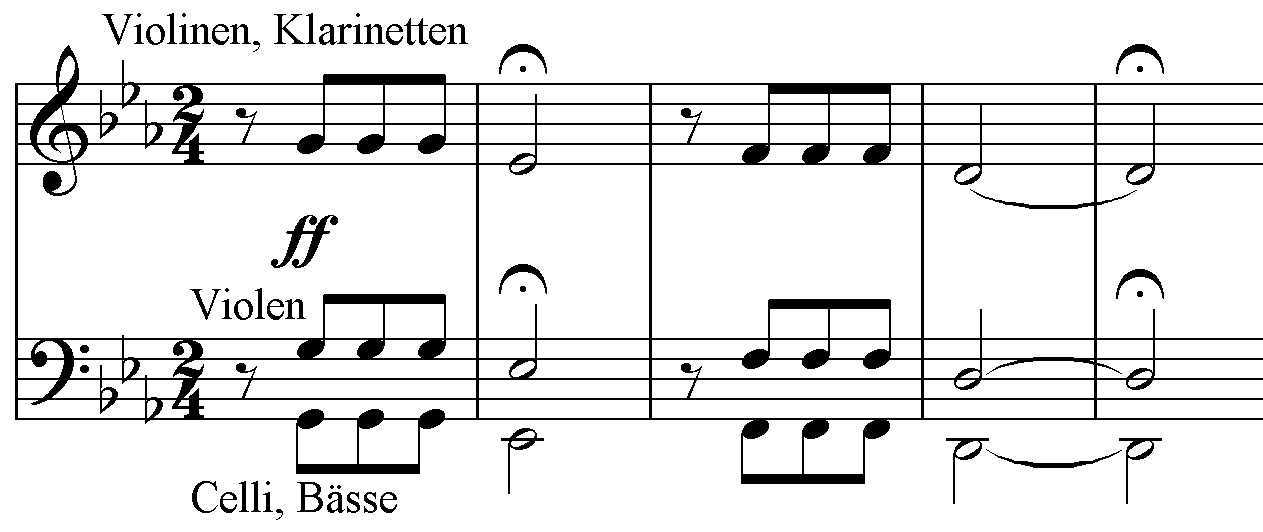
Beethoven emprunte à Haydn son sens du motif. Ainsi, une cellule rythmique de deux mesures sert de matériau à tout le premier mouvement de la Cinquième symphonie.

Cette influence de Haydn ne se limite pas toujours au thème ou même au développement de celui-ci, mais s’étend parfois jusqu’à l’organisation interne de tout un mouvement de sonate. Pour le maître du classicisme viennois, c’est le matériau thématique qui détermine la forme de l’œuvre. Là aussi, plus que d’une influence, on peut parler d’un principe qui deviendra véritablement substantiel de l’esprit beethovénien ; et que le compositeur développera d’ailleurs encore bien davantage que son aîné dans ses productions les plus abouties. Ainsi en est-il par exemple, comme l’explique Charles Rosen, du premier mouvement de la Sonate « Hammerklavier » : c’est la tierce descendante du thème principal qui en détermine toute la structure (on voit par exemple tout au long du morceau les tonalités se succéder dans un ordre de tierces descendantes : si bémol majeur, sol majeur, mi bémol majeur, si majeur…).
En dehors de ces aspects essentiels, d’autres caractéristiques moins fondamentales de l’œuvre de Haydn ont parfois influencé Beethoven. On pourrait citer quelques rares exemples antérieurs mais Haydn est le premier compositeur à avoir véritablement fait usage d’une technique consistant à commencer un morceau dans une fausse tonalité — c’est-à-dire une tonalité autre que la tonique. Ce principe illustre bien la propension typiquement haydnienne à susciter la surprise de l’auditeur, tendance que l’on retrouve largement chez Beethoven : le dernier mouvement du Quatrième concerto pour piano, par exemple, semble commencer en ut majeur le temps de quelques mesures avant que ne s’établisse clairement la tonique (sol majeur). Haydn est également le premier à s’être penché sur la question de l’intégration de la fugue dans la forme sonate, à laquelle il répond principalement en employant la fugue comme développement. Dans ce domaine, avant de mettre au point de nouvelles méthodes (qui n’interviendront que dans la Sonate pour piano no 32 et le Quatuor à cordes no 14) Beethoven reprendra plusieurs fois les trouvailles de son maître : le dernier mouvement de la Sonate pour piano no 28 et le premier de la Sonate « Hammerklavier » en fournissent probablement les meilleurs exemples.
Et pourtant, malgré les liens relevés par les musicologues entre les deux compositeurs, Beethoven, qui admirait Cherubini et vénérait Haendel (« j'aurais aimé m'agenouiller devant le grand Haendel»), et semblait avoir plus apprécié les leçons de Salieri, ne l'entendait pas ainsi et ne reconnaissait pas l'influence de Haydn. Il déclarera n'avoir « jamais rien appris de Haydn » selon Ferdinand Ries, ami et élève de Beethoven.

#### L’influence de Mozart

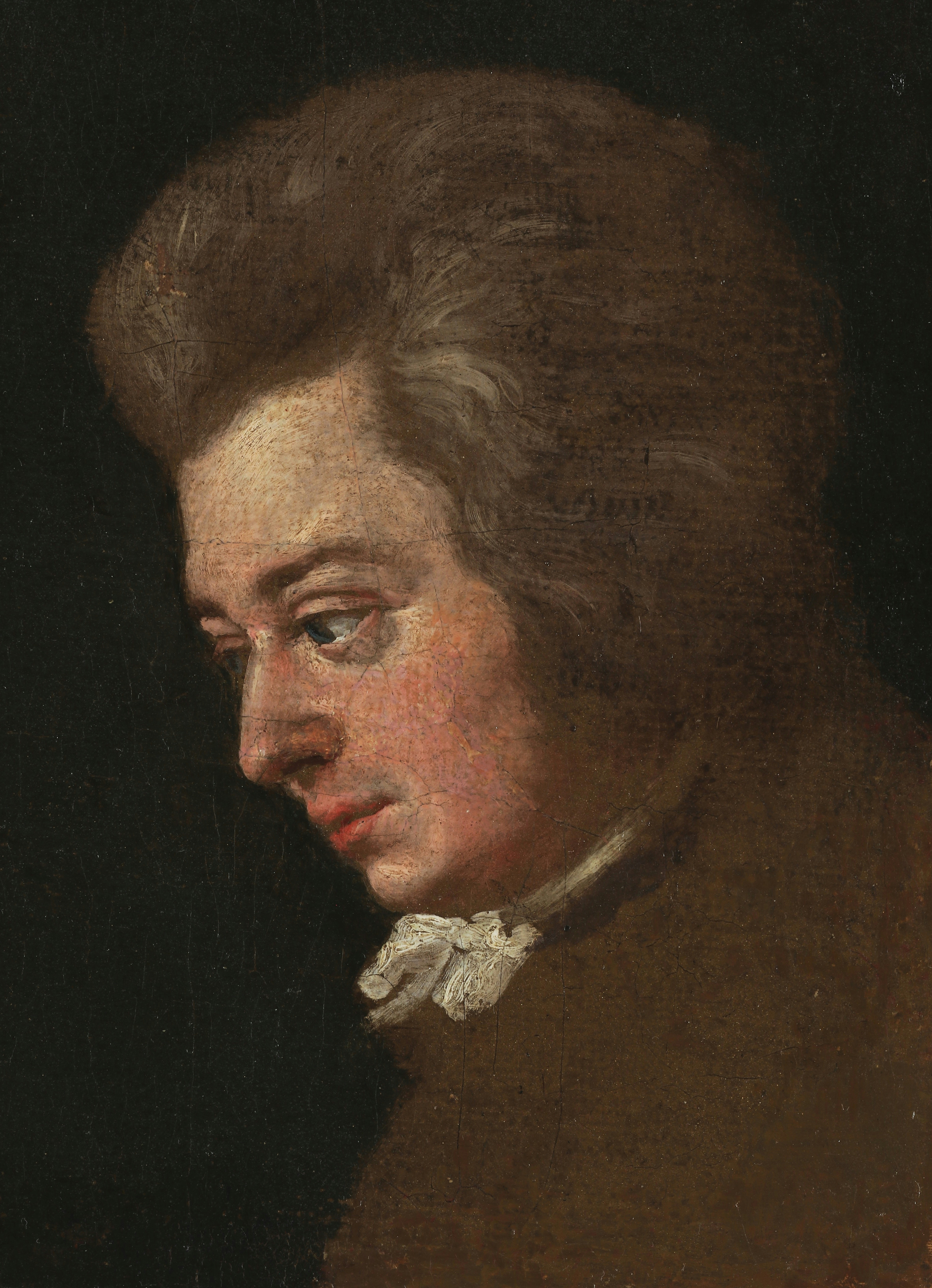
À partir de 1800, l’influence de Mozart chez Beethoven apparaît plus formelle qu’esthétique.
Portrait inachevé de J. Lange (détail) vers 1790.

Davantage encore que précédemment, il faut bien distinguer dans l’influence de Mozart sur Beethoven un aspect esthétique et un aspect formel. L’esthétique mozartienne se manifeste principalement dans les œuvres dites de la « première période » ; et ce de manière plutôt superficielle, puisque l’influence du maître s’y résume le plus souvent à des emprunts de formules toutes faites. Jusqu’aux alentours de 1800 la musique de Beethoven s’inscrit surtout dans le style tantôt post-classique, tantôt pré-romantique alors représenté par des compositeurs tels que Clementi ou Hummel ; un style qui n’imite Mozart qu’en surface, et que l’on pourrait qualifier davantage de « classicisant » que de véritablement classique (selon l’expression de Rosen).
L’aspect formel — et plus profond — de l’influence de Mozart se manifeste plutôt à partir des œuvres dites de la « deuxième période ». C’est dans le concerto, genre que Mozart a porté à son plus haut niveau, que le modèle du maître semble être demeuré le plus présent. Ainsi, dans le premier mouvement du Concerto pour piano no 4, l’abandon de la double exposition de sonate (successivement orchestre et soliste) au profit d’une exposition unique (simultanément orchestre et soliste) reprend en quelque sorte l’idée mozartienne consistant à fondre la présentation statique du thème (orchestre) dans sa présentation dynamique (soliste). Plus généralement, Beethoven, dans sa propension à amplifier les codas jusqu’à les transformer en éléments thématiques à part entière, se pose bien plus en héritier de Mozart que de Haydn — chez qui les codas se distinguent bien moins de la réexposition.
Certains morceaux de Mozart nous rappellent de grandes pages de l'œuvre de Beethoven, les deux plus marquants sont : l’offertoire K 222 composé en 1775 (violons commençant à environ 1 minute) qui rappelle fortement le thème de l'ode à la joie, les 4 coups de timbales du 1er mouvement du concerto pour piano n°25 écrit en 1786 rappelant la célèbre introduction de la 5e symphonie.

#### Les sonates pour piano de Clementi

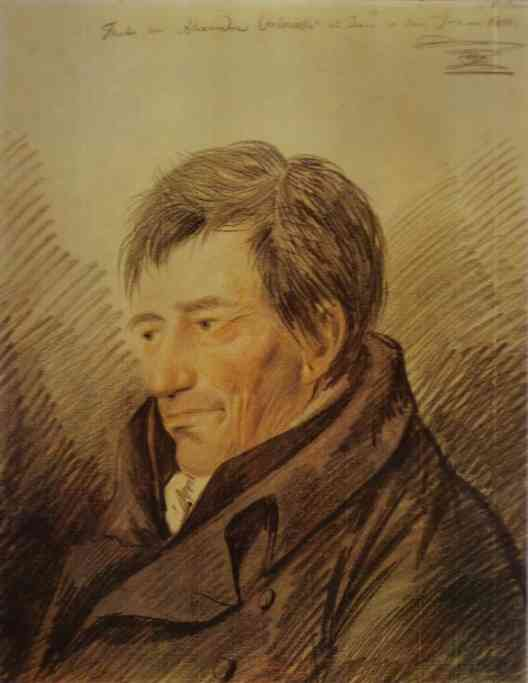
Muzio Clementi

Dans le domaine de la musique pour piano, c’est surtout l’influence de Muzio Clementi qui s’exerce rapidement sur Beethoven à partir de 1795 et permet à sa personnalité de s’affirmer et s’épanouir véritablement. Si elle n’a pas été aussi profonde que celle des œuvres de Haydn, la portée des sonates pour piano du célèbre éditeur n’en a pas moins été immense dans l’évolution stylistique de Beethoven, qui les jugeait d’ailleurs supérieures à celles de Mozart. Certaines d’entre elles, par leur audace, leur puissance émotionnelle et le caractère novateur de leur traitement de l’instrument, inspirent quelques-uns des premiers chefs-d’œuvre de Beethoven ; et les éléments qui, les premiers, permettent au style pianistique du compositeur de se distinguer proviennent pour une bonne part de Clementi.
Ainsi, dès les années 1780, Clementi fait un emploi nouveau d’accords peu usités jusqu’alors : les octaves, principalement, mais aussi les sixtes et les tierces parallèles. Il étoffe ainsi sensiblement l’écriture pianistique, dotant l’instrument d’une puissance sonore inédite, qui impressionne certainement le jeune Beethoven ; lequel va rapidement intégrer, dès ses trois premières sonates, ces procédés dans son propre style. L’usage des indications dynamiques s’élargit dans les sonates de Clementi : pianissimo et fortissimo y deviennent fréquents et leur fonction expressive prend une importance considérable. Là aussi, Beethoven saisit les possibilités ouvertes par ces innovations ; et dès la Sonate « Pathétique », ces principes se voient définitivement intégrés au style beethovénien.
Un autre point commun entre les premières sonates de Beethoven et celles — contemporaines ou antérieures — de Clementi est leur longueur, relativement importante pour l’époque : les sonates de Clementi dont s’inspire le jeune Beethoven sont en effet des œuvres d’envergure, souvent constituées de vastes mouvements. On y trouve les prémices d’une nouvelle vision de l’œuvre musicale, conçue désormais pour être unique. Les sonates pour piano de Beethoven sont connues pour avoir été en quelque sorte son « laboratoire expérimental », celui duquel il tirait les idées nouvelles qu’il étendait ensuite à d’autres formes — comme la symphonie. Par elles, l’influence de Clementi s’est donc exercée sur l’ensemble de la production beethovénienne. Ainsi, comme le fait remarquer Marc Vignal, on trouve par exemple des influences importantes des sonates op. 13 no 6 et op. 34 no 2 de Clementi dans la Symphonie héroïque.

#### Haendel et les anciens

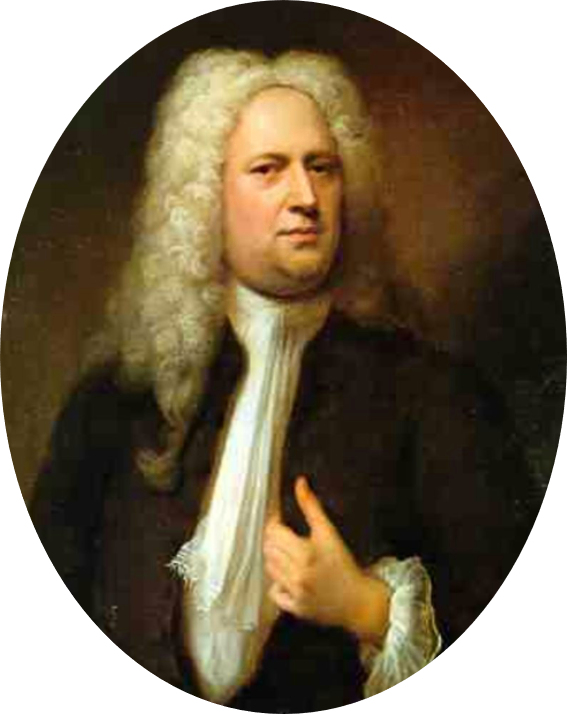
Beethoven voyait en Haendel (1685-1759) le plus grand compositeur de l’histoire. Il s’en inspira dans plusieurs de ses dernières œuvres dont la Missa solemnis et la Sonate opus 111.
Portrait de B. Denner, 1733.

Une fois les influences « héroïques » assimilées, après avoir véritablement pris le « nouveau chemin » sur lequel il souhaitait s’engager, et après avoir définitivement affirmé sa personnalité à travers les réalisations d’une période créatrice allant de la Symphonie Héroïque jusqu’à la Septième Symphonie, Beethoven cesse de s’intéresser aux œuvres de ses contemporains, et par conséquent d’être influencé par elles. Parmi ses contemporains, seuls Cherubini et Schubert[réf. souhaitée] l’enchantent encore ; mais en aucune manière il ne songe à les imiter. Méprisant par-dessus tout l’opéra italien, et désapprouvant fermement le romantisme naissant[réf. souhaitée], Beethoven sent alors le besoin de se tourner vers les « piliers » historiques de la musique : J.S. Bach et G.F. Haendel, ainsi que les grands maîtres de la renaissance, tels Palestrina. Parmi ces influences, la place de Haendel est plus que privilégiée : jamais sans doute n’eut-il de plus fervent admirateur que Beethoven ; qui (désignant ses œuvres complètes, qu’il vient de recevoir) s’écrie : « Voilà la vérité ! » ; ou encore Beethoven qui, au soir de sa vie, dit vouloir s’« agenouiller sur sa tombe ».
De l’œuvre de Haendel, la musique du dernier Beethoven prend souvent l’aspect grandiose et généreux, par l’emploi de rythmes pointés — comme c’est le cas dans l’introduction de la Sonate pour piano no 32, dans le premier mouvement de la Neuvième symphonie ou encore dans la seconde Variation Diabelli — ou même par un certain sens de l’harmonie, ainsi que le montrent les premières mesures du deuxième mouvement de la Sonate pour piano no 30, entièrement harmonisées dans le plus pur style haendelien.
C’est également l’inépuisable vitalité caractéristique de la musique de Haendel qui fascine Beethoven, et que l’on retrouve par exemple dans le fugato choral sur « Freude, schöner Götterfunken » qui suit le célèbre « Seid umschlungen, Millionen », dans le finale de la Neuvième symphonie : le thème qui y apparaît, balancé par un puissant rythme ternaire, relève d’une simplicité et d’une vivacité typiquement haendeliennes jusque dans ses moindres contours mélodiques. Un nouveau pas est franchi avec la Missa solemnis, où la marque des grandes œuvres chorales de Haendel se fait plus que jamais sentir. Beethoven est même tellement absorbé dans l’univers du Messie qu’il en retranscrit note pour note l’un des plus célèbres motifs de l’Halleluja dans le Gloria. Dans d’autres œuvres, on retrouve la nervosité que peuvent revêtir les rythmes pointés de Haendel parfaitement intégrée au style beethovénien, comme dans l’effervescente Grande Fugue ou encore dans le second mouvement de la Sonate pour piano no 32, où cette influence se voit peu à peu littéralement transfigurée.
Enfin, c’est également dans le domaine de la fugue que l’œuvre de Haendel imprègne Beethoven. Si les exemples du genre écrits par l’auteur du Messie reposent sur une parfaite maîtrise des techniques contrapuntiques, elles se fondent généralement sur des thèmes simples et suivent un cheminement qui ne prétend pas à l’extrême élaboration de fugues de Bach. C’est ce qui a dû satisfaire Beethoven, qui d’une part partage avec Haendel le souci de construire des œuvres entières à partir d’un matériau aussi simple et réduit que possible, et qui d’autre part ne possède pas les prédispositions pour le contrepoint qui lui permettraient d’y chercher une excessive sophistication.

### Le style

#### La théorie des trois périodes et ses limites
Les trois « manières » sont une progression de l'enfant qui apprend, devient adulte et est déifié :
1. 1793-1801 : la période d'imitation[77] dans la forme : le style pianistique de Carl P. E. Bach selon l'idée créatrice de Friedrich Wilhelm Rust dans une architecture d'Haydn ;
2. 1801-1815 : la période de transition[78] : l'amour de la femme — Juliette Guicciardi[79] —, de la nature et de la patrie ;
3. 1815-1827 : la période de réflexion[80].

### Postérité

#### L’héritage auXIXesiècle
Dernier grand représentant du classicisme viennois (après Gluck, Haydn et Mozart), Beethoven a préparé l’évolution vers le romantisme en musique et influencé la musique occidentale pendant une grande partie du XIXe siècle. Inclassable (« Vous me faites l’impression d’un homme qui a plusieurs têtes, plusieurs cœurs, plusieurs âmes » lui dit Haydn vers 1793), son art s’est exprimé à travers différents genres musicaux, et bien que sa musique symphonique soit la principale source de sa popularité, il a eu une influence également considérable dans l’écriture pianistique et dans la musique de chambre.

#### Beethoven auXXesiècle
C'est au XXe siècle que la musique de Beethoven trouve ses plus grands interprètes. Elle occupe une place centrale dans le répertoire de la plupart des pianistes et concertistes du siècle (Kempff, Richter, Nat, Arrau, Ney, Rubinstein…) et un certain nombre d'entre eux, à la suite d'Artur Schnabel, enregistrent l'intégrale des sonates pour piano. L'œuvre orchestrale, déjà reconnue depuis le XIXe siècle, connaît son apogée avec les interprétations d'Herbert von Karajan et de Wilhelm Furtwängler.

« [Dans la musique,] derrière les rythmes non-rationnels, il y a l'« ivresse » primitive définitivement rebelle à toute articulation ; derrière l'articulation rationnelle, il y a la « forme » qui, de son côté, a la volonté et la force d'absorber et d'ordonner toute vie, et donc finalement l'ivresse elle-même ! C'est Nietzsche qui a, pour la première fois, formulé de façon grandiose cette dualité grâce aux concepts de Dionysiaque et d'Apollinien. Mais pour nous, aujourd'hui, qui considérons la musique de Beethoven, il s'agit de nous rendre compte que ces deux éléments ne sont pas contradictoires - ou, plutôt, qu'ils ne doivent pas l'être nécessairement. Cela semble être la tâche de l'art, de l'art au sens de Beethoven, de les concilier. »

— Wilhelm Furtwängler, 1951.
Et en 1942 :

« Beethoven renferme en lui-même toute la nature de l'homme. Il n'est pas essentiellement chantant comme Mozart, il n'a pas l'élan architectural de Bach ni le sensualisme dramatique de Wagner. Il unit tout cela en lui, chaque chose étant à sa place : là est l'essence de son originalité. […] Jamais un musicien n'a mieux ressenti et exprimé l'harmonie des sphères, le chant de la Nature Divine. Par lui seulement, les vers de Schiller : « Frères, au-dessus de la voûte des étoiles / Doit régner un père aimant » ont trouvé leur réalité vivante, qui va bien au-delà de ce que peuvent exprimer les mots. »

Il conclut en 1951 :

« Ainsi, la musique de Beethoven reste pour nous un grand exemple d'accord unanime où se rejoignent toutes les tendances, un exemple d'harmonie entre la langue de l'âme, entre l'architecture musicale et le déroulement d'un drame enraciné dans la vie psychique, mais surtout entre le Moi et l'Humanité, entre l'âme anxieuse de l'individu isolé, et la communauté dans son universalité. Les paroles de Schiller : « Frères, au-dessus de la voûte des étoiles / Doit régner un père aimant », que Beethoven a proclamé avec une clarté divinatoire dans le message de sa dernière symphonie, n'étaient pas dans sa bouche paroles de prédicateur ou de démagogue ; c'est ce que lui-même a vécu concrètement tout au long de sa vie, depuis le début de son activité artistique. Et c'est aussi la raison pour laquelle nous-mêmes, hommes d'aujourd'hui, sommes encore si profondément touchés par un tel message. »

Il faut également attendre le XXe siècle pour que certaines partitions comme les Variations Diabelli ou la 9e symphonie soit réétudiées et reconsidérées par le monde musical.

## Instruments
L'un des pianos de Beethoven était un instrument fabriqué par la société viennoise Geschwister Stein. Le 19 novembre 1796, Beethoven écrit une lettre à Andreas Streicher, le mari de Nannette Streicher : « J'ai reçu votre pianoforte avant-hier. Il est vraiment merveilleux, n'importe qui voudrait l'avoir pour lui… »
Comme le rappelle Carl Czerny, en 1801 Beethoven avait un piano Walter dans sa maison. En 1802 il demandait également à son ami Zmeskall de demander à Walter de lui fabriquer un pianoforte à une corde.
Puis, en 1803, Beethoven reçoit son piano à queue Erard. Mais, comme l'écrit Newman : « Beethoven n'était pas satisfait de cet instrument dès le départ, en partie parce que le compositeur trouvait que sa mécanique anglaise était incurablement lourde ».
Un autre piano de Beethoven, le Broadwood 1817, qui était un cadeau de Thomas Broadwood. Beethoven l'a gardé chez lui à la Schwarzspanierhaus jusqu'à sa mort en 1827.
Le dernier instrument de Beethoven était un piano Graf à quatre cordes. Conrad Graf lui-même a confirmé avoir prêté à Beethoven un piano de 6 ½ octaves, puis l'avoir vendu, après la mort du compositeur, à la famille Wimmer. En 1889, l'instrument a été acquis par la Beethovenhaus de Bonn.

## L’œuvre de Beethoven
Dans l’histoire musicale, l’œuvre de Beethoven représente une transition entre l’ère classique (approximativement 1750-1810) et l’ère romantique (approximativement 1810-1900). Si ses premières œuvres sont influencées par Haydn ou Mozart, ses œuvres de maturité sont riches d’innovations et ont ouvert la voie aux musiciens au romantisme exacerbé, tels Brahms (dont la Première Symphonie évoque « la Dixième » de Beethoven selon Hans von Bulow probablement à cause de son finale où Brahms introduit volontairement un thème proche de celui de l’Hymne à la Joie en hommage au Maître), Schubert, Wagner ou encore Bruckner :
- l’ouverture de sa Cinquième Symphonie (1807) expose un motif violent — motif omniprésent dès ses œuvres de jeunesse —, qui est réutilisé tout au long des quatre mouvements ; la transition du troisième au dernier mouvement se fait attacca (sans interruption) ;
- la Neuvième Symphonie (1824) est la première symphonie à introduire un chœur, au quatrième mouvement. L’ensemble de ce traitement orchestral représente une véritable innovation ; ajoutons que la mystérieuse introduction de 16 mesures, à incertitude tonale (seules les trois notes la, ré, mi sont utilisées, on ne connaît donc ni la tonalité ni le mode, majeur ou mineur) qui ouvre la symphonie, inspirera Bruckner dont la Huitième symphonie comporte une interversion des places du Scherzo et de l’Adagio comme dans la Neuvième de Beethoven ;
- son opéra, Fidelio, utilise les voix comme des instruments symphoniques, cela sans se soucier des limitations techniques des choristes.

Sur le plan de la technique musicale, l’emploi de motifs qui nourrissent des mouvements entiers est considéré comme un apport majeur. D’essence essentiellement rythmique — ce qui constitue une grande nouveauté — ces motifs se modifient et se multiplient pour constituer des développements. Il en va ainsi des très fameux :
- premier mouvement du Quatrième Concerto pour piano (donné dès les premières mesures) ;
- premier mouvement de la Cinquième Symphonie (idem) ;
- deuxième mouvement de la Septième Symphonie (au rythme dactylique) : le tourbillonnement toujours renouvelé qui en résulte est extrêmement saisissant, à l’origine de cette grande véhémence qui « vient », sans cesse, chercher l’auditeur.

Beethoven est aussi l’un des tout premiers à se pencher sur l’orchestration avec autant de soin. Dans les développements, des associations changeantes, notamment au niveau des pupitres de bois, permettent d’éclairer de façon singulière les retours thématiques, eux aussi légèrement modifiés sur le plan harmonique. Les variations de ton et couleur qui s’ensuivent renouvellent le discours tout en lui conservant les repères de la mémoire.
Si les œuvres de Beethoven sont aussi appréciées, c’est également grâce à leur force émotionnelle, caractéristique du romantisme.
Le grand public connaît surtout ses œuvres symphoniques, souvent novatrices, en particulier la sixième, dite Pastorale, et les symphonies « impaires » : 3, 5, 7 et 9. Ses œuvres concertantes les plus connues sont le Concerto pour violon et surtout le Cinquième Concerto pour piano, dit L’Empereur. Sa musique instrumentale est appréciée au travers de quelques magnifiques sonates pour piano, parmi les trente-deux qu’il a écrites. D’aspect plus classique, sa musique de chambre, comportant notamment 16 quatuors à cordes, est moins connue.
Il nous reste de Beethoven 398 œuvres.

### Œuvres symphoniques

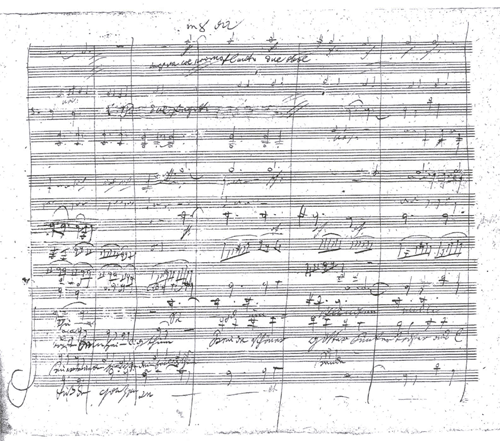
Ludwig van Beethoven Symphonie no 9 en ré mineur, Partition autographe, 4e mouvement.

Haydn a composé plus de cent symphonies et Mozart plus de quarante. De ses prédécesseurs, Beethoven n’a pas hérité de la productivité, car il n’a composé que neuf symphonies, et en a ébauché une dixième. Mais les neuf symphonies de Beethoven sont bien plus monumentales et ont toutes une identité propre. Curieusement, plusieurs compositeurs romantiques ou post-romantiques sont morts après leur neuvième (achevée ou non), d’où une légende de malédiction attachée à ce nombre : Schubert, Bruckner, Dvořák, Mahler, mais aussi Ralph Vaughan Williams.
Les deux premières symphonies de Beethoven sont d’inspiration et de facture classiques. Or, la 3e symphonie, dite « Héroïque », va marquer un grand tournant dans la composition d’orchestre. Beaucoup plus ambitieuse que les précédentes, l’Héroïque se démarque par l’ampleur de ses mouvements et le traitement de l’orchestre. Le premier mouvement, à lui seul, est plus long que la plupart des symphonies écrites à cette date. Cette œuvre monumentale, écrite au départ en hommage à Napoléon Bonaparte avant qu’il soit sacré empereur, révèle Beethoven comme un grand architecte musical et est considérée comme le premier exemple avéré de romantisme en musique.
Bien qu'elle soit plus courte et souvent considérée comme plus classique que la précédente, les tensions dramatiques qui la parsèment font de la 4e symphonie une étape logique du cheminement stylistique de Beethoven. Puis viennent deux monuments créés le même soir, la 5e symphonie et la 6e symphonie. La cinquième et son fameux motif à quatre notes, souvent dit « du destin » (le compositeur aurait dit, en parlant de ce célèbre thème, qu’il représente « le destin qui frappe à la porte ») peut se rapprocher de la troisième par son aspect monumental. Un autre aspect novateur est l’utilisation répétée du motif de quatre notes sur lequel repose presque toute la symphonie. La 6e symphonie, dite « Pastorale », évoque à merveille la nature que Beethoven aimait tant. En plus de moments paisibles et rêveurs, la symphonie possède un mouvement où la musique peint un orage des plus réalistes.
La 7e symphonie est, malgré un deuxième mouvement en forme de marche funèbre, marquée par son aspect joyeux et le rythme frénétique de son final, qualifié par Richard Wagner d’« Apothéose de la danse ». La symphonie suivante, brillante et spirituelle, revient à une facture plus classique. Enfin, la Neuvième symphonie est la dernière symphonie achevée et le joyau de l’ensemble. Durant plus d’une heure, c’est une symphonie en quatre mouvements qui ne respecte pas la forme sonate. Chacun d’eux est un chef-d’œuvre de composition qui montre que Beethoven s’est totalement affranchi des conventions classiques et fait découvrir de nouvelles perspectives dans le traitement de l’orchestre. C’est à son dernier mouvement que Beethoven ajoute un chœur et un quatuor vocal qui chantent l’Hymne à la joie, un poème de Friedrich von Schiller. Cette œuvre appelle à l’amour et à la fraternité entre tous les hommes, et la partition fait maintenant partie du patrimoine mondial de l’Unesco. L’Hymne à la joie a été choisi comme hymne européen.

### Concertos et œuvres concertantes
À l’âge de 14 ans, Beethoven avait déjà écrit un modeste Concerto pour piano en mi bémol majeur (WoO 4), resté inédit de son vivant. Seule subsiste la partie de piano avec des répliques d’orchestre assez rudimentaires. Sept ans plus tard, en 1791, il semble que deux autres concertos aient figuré parmi ses réalisations les plus impressionnantes, mais malheureusement rien ne subsiste qui puisse être attribué avec certitude à la version originale hormis un fragment du deuxième concerto pour violon. Vers 1800, il composa deux romances pour violon et orchestre (op. 40 et op. 50). Mais Beethoven reste avant tout un compositeur de concertos pour piano, œuvres dont il se réservait l’exécution en concert – sauf pour le dernier où, sa surdité étant devenue complète, il dut laisser son élève Czerny le jouer le 28 novembre 1811 à Vienne. De tous les genres, le concerto est celui le plus marqué par sa surdité : en effet, il n’en composa plus une fois devenu sourd.
Les concertos les plus importants sont donc les cinq pour piano. Contrairement aux concertos de Mozart, ce sont des œuvres spécifiquement écrites pour le piano alors que Mozart laissait la possibilité d’utiliser le clavecin. Il fut l’un des premiers à composer exclusivement pour le piano-forte et imposa ainsi une nouvelle esthétique sonore du concerto de soliste.
La numérotation des concertos respecte l’ordre de création hormis pour les deux premiers. En effet, le premier concerto fut composé en 1795 et publié en 1801 alors que le deuxième concerto présente une composition antérieure (commencée vers 1788), mais une publication seulement en décembre 1801. Toutefois, la chronologie en reste imprécise : lors du premier grand concert public de Beethoven, au Hofburgtheater de Vienne, le 29 mars 1795, un concerto fut créé, mais on ignore s’il s’agissait de son premier ou de son deuxième. La composition du Troisième Concerto a lieu pendant la période où il achève ses premiers quatuors et ses deux premières symphonies, ainsi que quelques grandes sonates pour piano. Il déclare savoir désormais écrire des quatuors et va maintenant savoir écrire des concertos. Sa création a eu lieu lors du grand concert public à Vienne le 5 avril 1803. Le Quatrième Concerto prend naissance au moment où le compositeur s’affirme dans tous les genres, des quatuors Razoumovski à la Sonate « Appassionata », de la Symphonie héroïque à son opéra Léonore. De ces cinq concertos, le cinquième est le plus typique du style beethovénien. Sous-titré « L’empereur » mais pas par le compositeur, il est composé à partir de 1808, période de troubles politiques dont on retrouve les traces sur son manuscrit avec des annotations comme « Auf die Schlacht Jubelgesang » (« Chant de triomphe pour le combat »), « Angriff » (« Attaque »), « Sieg » (« Victoire »).
L’unique Concerto pour violon (op. 61) de Beethoven date de 1806 et répond à une commande de son ami Franz Clement. Il en fit une transcription pour piano, parfois désignée Sixième concerto pour piano (op. 61a). Beethoven composa également un Triple Concerto pour violon, violoncelle et piano (op. 56) en 1803-1804.
Beethoven écrit en 1808 une Fantaisie chorale pour piano, chœurs et orchestre, op. 80, qui tient de la sonate, du concerto et de l'œuvre chorale, dont l’un des thèmes sera à l’origine de l’Hymne à la Joie.

### Musique de scène
Beethoven a écrit trois musiques de scène : Egmont, op. 84 (1810), Les Ruines d'Athènes, op. 113 (1811) et Le Roi Étienne, op. 117 (1811) et écrit un ballet : Les Créatures de Prométhée, op. 43 (1801).
Il a encore composé plusieurs ouvertures : Léonore I, op. 138 (1805), Léonore II, op. 72 (1805), Léonore III, op. 72a (1806), Coriolan, op. 62 (1807), Le Roi Étienne, op. 117 (1811), Fidelio, op. 72b (1814), Jour de fête, op. 115 (1815) et La Consécration de la maison, op. 124 (1822)
Enfin Beethoven sera l’auteur d’un unique opéra, Fidelio, œuvre à laquelle il tiendra le plus, et certainement celle qui lui a coûté le plus d’efforts. En effet cet opéra est construit sur la base d’un premier essai qui a pour titre Léonore, opéra qui n’a pas reçu un accueil favorable du public. Il reste néanmoins les trois versions d’ouverture de Léonore, la dernière étant souvent interprétée avant le finale de Fidelio.

### Musique pour piano
Bien que les symphonies soient ses œuvres les plus populaires et celles par qui le nom de Beethoven est connu du grand public, c’est certainement dans sa musique pour le piano (ainsi que pour le quatuor à cordes) que se distingue le plus le génie de Beethoven.
Très tôt reconnu comme un maître dans l’art de toucher le piano-forte, le compositeur va, au cours de son existence, s’intéresser de près à tous les développements techniques de l’instrument afin d’exploiter toutes ses possibilités.

#### Sonates pour piano
Traditionnellement, on dit que Beethoven a écrit 32 sonates pour piano, mais en réalité il existe 35 sonates pour piano totalement achevées. Les trois premières étant les sonates pour piano WoO 47, composées en 1783 et dites Sonates à l’Électeur. Pour ce qui est des 32 sonates traditionnelles, œuvres d’importance majeure pour Beethoven puisqu’il a donné un numéro d’opus à chacune d’elles, leur composition s’échelonne sur une vingtaine d’années. Cet ensemble, aujourd’hui considéré comme l’un des monuments dédiés à l’instrument, témoigne, encore plus que les symphonies, du cheminement stylistique du compositeur au cours des années. Les sonates, de forme classique au début, vont peu à peu s’affranchir de cette forme et ne plus en garder que le nom, Beethoven se plaisant à commencer ou à terminer une composition par un mouvement lent, par exemple comme dans la célèbre sonate dite « au Clair de Lune », à y inscrire une fugue (voir le dernier mouvement de la Sonate no 31 en la bémol majeur, op. 110), ou à nommer sonate une composition à deux mouvements (voir les Sonates no 19 et 20, op. 49, 1-2).
Au fur et à mesure, les compositions gagnent en liberté d’écriture, sont de plus en plus architecturées, et de plus en plus complexes. On peut citer parmi les plus célèbres l’Appassionata (1804), la Waldstein de la même année, ou Les Adieux (1810). Dans la célèbre Hammerklavier (1819), longueur et difficultés techniques atteignent des proportions telles qu’elles mettent en jeu les possibilités physiques de l’interprète comme celles de l’instrument, et exigent une attention soutenue de la part de l’auditeur. Elle fait partie des cinq dernières sonates, qui forment un groupe à part dit de la « dernière manière ». Ce terme désigne un aboutissement stylistique de Beethoven, dans lequel le compositeur, désormais totalement sourd et possédant toutes les difficultés techniques de la composition, délaisse toutes considérations formelles pour ne s’attacher qu’à l’invention et à la découverte de nouveaux territoires sonores. Les cinq dernières sonates constituent un point culminant de la littérature pianistique. La « dernière manière » de Beethoven, associée à la dernière période de la vie du maître, désigne la manifestation la plus aiguë de son génie et n’aura pas de descendance, si ce n'est, peut-être, le ragtime (arrietta, sonate n°32).
À côté des 32 sonates, on trouve les Bagatelles, les nombreuses séries de variations, diverses œuvres, notamment les rondos op. 51, ainsi que quelques pièces pour piano à quatre mains.

#### Bagatelles
Les bagatelles sont des pièces brèves, fortement contrastées, souvent publiées en recueils. Le premier recueil opus 33, rassemblé en 1802 et édité en 1803 à Vienne, consiste en sept bagatelles d’une centaine de mesures chacune, toutes dans des tonalités majeures. L’accent est mis sur le lyrisme comme on peut notamment le voir dans l’indication pour la bagatelle no 6 : con una certa espressione parlante (« avec une certaine expression parlée »).
Le recueil suivant opus 119 comporte onze bagatelles, mais se compose en fait de deux recueils (bagatelles 1 à 6 d’un côté et 7 à 11 de l’autre). Le second fut le premier constitué, en 1820, à la demande de son ami Friedrich Starke afin de contribuer à une méthode pour piano. En 1822, l’éditeur Peters demanda des œuvres à Beethoven. Il rassembla cinq premières pièces qui avaient été composées de nombreuses années plus tôt et les retoucha de différentes manières. Cependant, aucune de ces cinq pièces ne présentait une conclusion satisfaisante pour Beethoven et il composa donc une sixième bagatelle. Peters refusa de publier la série de six et c’est Clementi qui la fit paraître en ajoutant les pièces écrites pour Starke afin de constituer le recueil de onze pièces tel qu’on le connaît aujourd’hui.
Son dernier recueil opus 126 est uniquement composé à partir de bases nouvelles. Il est formé de six bagatelles composées en 1824. Lorsque Beethoven travaillait à ce recueil, il y avait cinq autres bagatelles achevées qui sont aujourd’hui restées seules à côté des trois recueils. La plus connue, datant de 1810, est la Lettre à Élise (WoO 59). Les quatre autres sont : WoO 52, 56, l'allemande 81 et Hess 69. D’autres petites pièces peuvent être considérées comme bagatelle en tant que telle, mais elles n’ont jamais fait partie d’un projet quelconque de Beethoven de les publier dans un recueil.

#### Variations

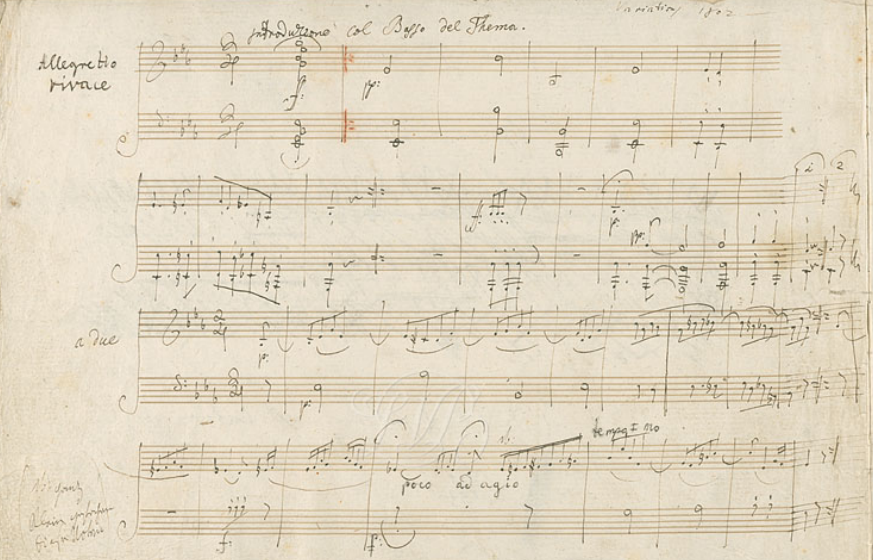
Manuscrit des Variations héroïques, (1802)

Les séries de variations peuvent être vues période par période. Il composa vingt séries au total d’importance très diverse. Celles d’importance majeure pour Beethoven sont celles pour lesquelles il attribua un numéro d'Opus, à savoir : les six Variations sur un thème original en ré majeur op. 76, les six Variations sur un thème original en fa majeur op. 34 (variations sur Les Ruines d'Athènes), les 15 Variations sur le thème des Créatures de Prométhée en mi bémol majeur, op. 35 (appelées à tort Variations héroïques du fait que le thème des Créatures de Prométhée (op. 43) ait été repris par Beethoven pour le dernier mouvement de sa Symphonie no 3, « héroïque ». Mais le thème a bien initialement été composé pour le ballet) et enfin le monument du genre, les Variations Diabelli opus 120.
La première période est celle où Beethoven se trouve à Vienne. La première œuvre jamais publiée par Beethoven est les variations en ut mineur WoO 63. Elles furent composées en 1782 (Beethoven avait 11 ans). Avant son départ pour Vienne en 1792, Beethoven composa trois autres séries (WoO 64 à 66).
Viennent ensuite les années 1795-1800, au cours desquelles Beethoven ne composa pas moins de neuf séries (WoO 68 à 73 et 75 à 77). La plupart sont fondées sur des airs d’opéras et de Singspiels à succès et presque toutes comportent une longue coda dans laquelle le thème est développé au lieu d’être simplement varié. C’est également à cette époque que Beethoven commença à utiliser des thèmes originaux pour ses séries de variations.
Arrive ensuite l’année 1802 où Beethoven composa deux séries plus importantes et inhabituelles. Il s'agit des six variations en fa majeur op. 34 et des quinze variations et fugue en mi bémol majeur op. 35. Comme il s'agit d’œuvres majeures, il leur attribua un numéro d’opus (aucune des séries antérieures n'a de numéro d'opus). L’idée de départ dans l'opus 34 était d'écrire un thème varié dans lequel chaque variation aurait une mesure et un tempo propres. Il décida également d’écrire chacune des variations dans une tonalité particulière. Le thème était ainsi non seulement soumis à la variation, mais subissait aussi une transformation complète de caractère. Par la suite, des compositeurs comme Liszt feront grand usage de la transformation thématique, mais elle était étonnante en 1802. Les variations op. 35 sont encore plus novatrices. Beethoven utilise ici un thème du finale de son ballet Les Créatures de Prométhée, thème qu’il utilisa également dans le finale de la Symphonie « héroïque », ce qui donna son nom aux variations (« eroica »). La première innovation se trouve dès le départ où, au lieu d’énoncer son thème, Beethoven en présente uniquement la ligne de basse en octaves, sans accompagnement. Viennent ensuite trois variations dans lesquelles cette ligne de basse est accompagnée par un, deux puis trois contre-chants, tandis que la ligne de basse apparaît à la basse, dans le médium, puis dans l’aigu. Le thème véritable apparaît enfin suivi de 15 variations. La série se finit sur une longue fugue fondée sur les quatre premières notes de la ligne de basse de départ. Puis viennent deux nouvelles doubles variations avant une brève section finale qui conclut l’œuvre.
La dernière période va de 1802 à 1809 où Beethoven composa quatre séries (WoO 78 à 80 et op. 76). À partir de 1803, il eut tendance à se concentrer sur des œuvres plus vastes (Symphonies, quatuors à cordes, musique de scènes). Les deux premières des quatre séries énoncées, composées en 1803, se basent sur des mélodies anglaises : God Save the Queen et Rule, Britannia! de Thomas Arne. La 3e fut écrite en ut mineur sur un thème original en 1806. Le thème se distingue par sa concentration extrême : huit mesures seulement. La mesure reste inchangée dans les 32 variations. Mis à part dans la section centrale de cinq variations (nos  12 à 16) en ut majeur, c'est la tonalité d'ut mineur qui définit le climat de l’œuvre. Contrairement à ce que certains pourraient attendre, voulant voir cette série parmi les plus grandes œuvres de Beethoven, le compositeur la publia sans numéro d’opus et sans dédicataire. Ses origines restent obscures. Puis viennent les six variations en ré majeur op. 76, composées en 1809 et dédiées à Franz Oliva, un ami de Beethoven. Il réutilisa plus tard le thème de cette série en 1811 pour le Singspiel en un acte Les Ruines d’Athènes. Dix années s’écoulèrent avant que Beethoven n'aborde sa dernière série de variations.
Finalement, en 1822, l’éditeur et compositeur Anton Diabelli eut l'idée de réunir en un recueil des pièces des compositeurs majeurs de son époque autour d’un unique thème musical de sa propre composition. L'ensemble de ces variations — nommé « Variations Diabelli » — devait servir de panorama musical de l’époque. Beethoven, sollicité, et qui n’avait pas écrit pour le piano depuis longtemps, se prit au jeu, et au lieu de fournir une variation, en écrivit 33, qui furent publiées dans un fascicule à part. Les Variations Diabelli, de par leur invention, constituent le véritable testament de Beethoven pianiste.

#### Pièces «mineures»
Beaucoup d’autres petites pièces auraient pu prendre place dans les recueils de bagatelles. L’une d’elles est le rondo a capriccio op. 129, qu’il composa en 1795 et qu’on trouva dans ses papiers après sa mort, pas tout à fait achevé. C’est Diabelli qui fit les additions nécessaires et le publia peu de temps après sous le titre La colère pour un sou perdu. Ce titre figurait sur le manuscrit original, mais n’était pas de la main de Beethoven et on ne sait pas si celui-ci avait l’approbation du compositeur. Les autres pièces brèves dans le style de la bagatelle vont de l’allegretto en ut mineur (WoO 53) au minuscule Allegretto quasi andante de 13 mesures en sol mineur (WoO 61a).
Autres pièces substantielles, l’Andante Favori en fa majeur (WoO 57) et la fantaisie en sol mineur (op. 77). L’andante fut écrit pour servir de mouvement lent à la sonate « L’Aurore », mais Beethoven le remplaça par un mouvement beaucoup plus court. La fantaisie est très peu connue et est pourtant une composition assez extraordinaire. Elle est d’un caractère sinueux et improvisé : elle commence par des gammes en sol mineur et après une série d’interruptions se conclut par un thème et des variations dans la tonalité de si majeur.
Enfin, les deux rondos op. 51, composés indépendamment l’un de l’autre et publiés en 1797 et 1802, sont de proportions comparables à l’andante et à la fantaisie. Il existe deux autres rondos (WoO 48 & 49) que Beethoven composa à l’âge de 12 ans environ.
Beethoven composa également des danses pour piano. Il s’agit des Écossaises et Valses WoO 83 à 86, des six menuets WoO 10, des sept ländler WoO 11 et des douze allemandes WoO 12. Il existe toutefois une pièce d’importance en la Polonaise en ut majeur op. 89 qui fut composée en 1814 et dédiée à l’impératrice de Russie.

#### Pièces pour piano à 4 mains
Il existe très peu d’œuvres pour piano à quatre mains. Elles se résument à deux séries de variations, une sonate et trois marches. La première série de variations (WoO 67) qui en compte huit est basée sur un thème du mécène Waldstein. La seconde série sur son propre lied « Ich denke dein » (WoO 74) fut commencée en 1799, où Beethoven composa le lied et quatre variations, puis publiée en 1805 après l’ajout de deux autres variations. La sonate op. 6 est en deux mouvements et fut composée autour de 1797. Les marches (op. 45) sont une commande du comte Browne et furent écrites vers 1803. Enfin, Beethoven réalisa la transcription de sa « Grande Fugue » opus 133 (op. 134) pour duo de pianistes. Il s’agissait à l’origine du finale du quatuor à cordes op. 130, mais les critiques furent tellement mauvaises que Beethoven se trouva contraint de réécrire un autre finale et l’éditeur eut l’idée de transcrire le final original pour piano à quatre mains.

#### Pièces pour orgue
Beethoven a peu écrit pour l’orgue dont une fugue à deux voix en ré majeur (WoO 31) composée en 1783, deux préludes pour piano ou orgue (op. 39) composés en 1789, des pièces pour un orgue mécanique (WoO 33) composées en 1799. Il existe aussi des œuvres composées par Beethoven dans le cadre de sa formation avec Neefe, Haydn et Albrechtsberger.

### Musique de chambre

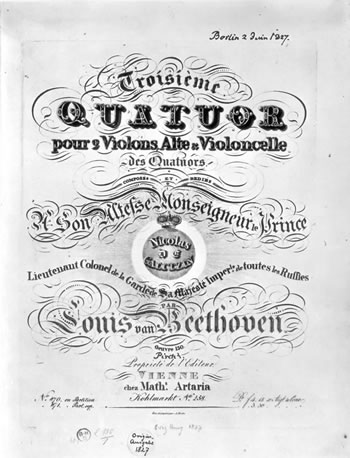
Page de titre d’une édition originale du Quatuor à cordes no 13.

#### Quatuors à cordes
Le grand monument de la musique de chambre de Beethoven est formé par les 16 quatuors à cordes. C’est sans doute pour cette formation que Beethoven a confié ses plus profondes inspirations. Le quatuor à cordes a été popularisé par Boccherini, Haydn puis Mozart, mais c’est Beethoven qui a le premier utilisé au maximum les possibilités de cette formation. Les six derniers quatuors et la « Grande Fugue » en particulier, constituent le sommet insurpassé du genre. Depuis Beethoven, le quatuor à cordes n’a cessé d’être un passage obligé des compositeurs et un des plus hauts sommets fut sans doute atteint par Schubert. C’est néanmoins dans les quatuors de Bartók que l’on trouve l’influence la plus profonde, mais aussi la plus assimilée des quatuors de Beethoven ; on peut alors parler d’une lignée « Haydn-Beethoven-Bartók » — trois compositeurs partageant à bien des égards une même conception de la forme, du motif et de son usage, et tout particulièrement dans ce genre précis.

#### Sonates pour violon
À côté des quatuors, Beethoven a écrit de belles sonates pour violon et piano, les premières étant l’héritage direct de Mozart, alors que les dernières, notamment la Sonate « à Kreutzer » s’en éloignent pour être du pur Beethoven, cette dernière sonate étant quasiment un concerto pour piano et violon. La dernière sonate (no 10) revêt un caractère plus introspectif que les précédentes, préfigurant à cet égard les derniers quatuors à cordes.

#### Sonates pour violoncelle
Cycle moins connu que ses sonates pour violon ou ses quatuors, ses sonates pour violoncelle et piano, au nombre de cinq, font partie des œuvres réellement novatrices de Beethoven. Il y développe des formes très personnelles, éloignées du schéma classique qui perdure dans ses sonates pour violon. Avec des virtuoses tels que Luigi Boccherini ou Jean-Baptiste Bréval, le violoncelle a acquis de la notoriété en tant qu’instrument soliste à la fin du XVIIIe siècle. Cependant, après les concertos de Vivaldi et l’importance du violoncelle dans la musique de chambre de Mozart, c’est avec Beethoven que pour la première fois, le violoncelle est traité dans le genre de la sonate classique.
Les deux premières sonates (op. 5 no 1 et op. 5 no 2) sont composées en 1796 et dédiées au roi Frédéric-Guillaume II de Prusse. Ce sont des œuvres de jeunesse (Beethoven avait 26 ans), qui présentent pourtant une certaine fantaisie et liberté d’écriture. Toutes deux ont la même construction, à savoir une large introduction en guise de mouvement lent puis deux mouvements rapides de tempo différents. Ces sonates s’éloignent donc du modèle classique, dont on peut trouver un parfait exemple dans les sonates pour piano opus 2. La première de ces sonates, en fa majeur, comporte en fait une forme sonate en son sein. En effet, après l’introduction, s’enchaîne une partie présentant cette forme : un allegro, un adagio, un presto et un retour à l’allegro. Le rondo final présente une métrique ternaire, contrastant avec le binaire du mouvement précédent. La seconde sonate, en sol mineur, a un caractère tout différent. Le développement et les passages contrapuntiques y sont bien davantage présents. Dans le rondo final, une polyphonie distribuant un rôle différent aux deux solistes prend la place à l’imitation et la répartition égale des thèmes entre les deux instruments telle qu’elle était pratiquée à l’époque, notamment dans les sonates pour violon de Mozart.

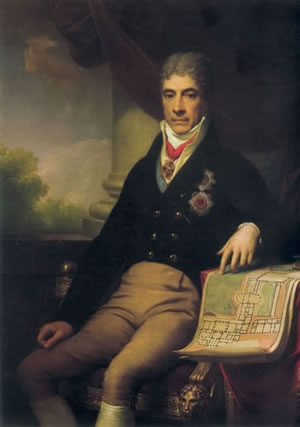
Le comte Andreï Razoumovski fut l’un des premiers mécènes de Beethoven à Vienne. Il reçut en 1806 les trois Quatuors à cordes.

Beethoven ne recompose une autre sonate que bien plus tard, en 1807. Il s’agit de la sonate en la majeur op. 69, composée à la même période que les symphonies no 5 et 6, que les quatuors Razoumovski et que du concerto pour piano no 4. Le violoncelle entame seul le premier mouvement au cours duquel on découvre un thème qu’il réutilisera dans l’arioso dolente de la sonate pour piano opus 110. Le second mouvement est un scherzo présentant un rythme syncopé très marqué, pouvant faire penser au mouvement correspondant de la symphonie no 7. Suit un mouvement lent très court, faisant figure d’introduction au finale comme dans la sonate l’« Aurore », lequel présente un tempo séant à un mouvement conclusif.
Beethoven achève son parcours dans les sonates pour violoncelle en 1815, dans les deux sonates opus 102. L’Allgemaine Musikalische Zeitung en dira : « Ces deux sonates représentent à coup sûr ce qu’il y a de plus inhabituel et de plus singulier parmi ce qui a été écrit depuis longtemps, non seulement dans ce genre, mais pour le piano en général. Tout y est différent, complètement différent de ce que l’on a l’habitude d’entendre, même de la part du maître lui-même. » Cette déclaration sonne comme un écho lorsque l’on sait que le manuscrit de la sonate en ut majeur opus 102 no 1 porte le titre « sonate libre pour piano et violoncelle ». Cette œuvre a en effet une étrange construction : un andante mène sans interruption à un vivace en la mineur de forme sonate dont le thème est quelque peu apparenté à celui de l’andante. Un adagio conduit à une reprise variée de l’andante puis au finale allegro vivace, lui aussi de forme sonate, dont le développement et la coda font apparaître une écriture fuguée, une première pour Beethoven dans la forme sonate. La seconde sonate du groupe, en ré majeur, est tout aussi libre. Le deuxième mouvement, un adagio, est l’unique grand mouvement lent des cinq sonates pour violoncelle. L’œuvre se conclut par une fugue à quatre voix dont la dernière partie présente une âpreté harmonique caractéristique des fugues de Beethoven.
De ces sonates se dégage la liberté avec laquelle Beethoven se détache des formules mélodiques et harmoniques traditionnelles.

#### Trios avec piano
Au cours de ses premières années à Vienne, Beethoven avait déjà une formidable réputation de pianiste. La première composition qu'il fit publier ne fut cependant pas une œuvre pour piano seul, mais un recueil de trois trios pour piano, violon et violoncelle composé entre 1793 et 1795 et publié en octobre 1795. Ces trois trios, no 1 en mi bémol majeur op. 1 no 1, no 2 en sol majeur op. 1 no 2, no 3 en ut mineur op. 1 no 3, furent dédiés au prince Karl von Lichnowsky, un des premiers mécènes du compositeur à Vienne.
Déjà dans cette première publication, Beethoven se démarque de ses illustres prédécesseurs dans cette forme musicale que sont Joseph Haydn et Mozart dont les trios ne comportent que trois mouvements. Beethoven décida de placer les trois instruments sur un pied d'égalité, tandis qu'il donnait une forme plus symphonique à la structure de l'œuvre en ajoutant un quatrième mouvement. Il n'hésita pas non plus à fouiller l'écriture, afin de créer une musique véritablement complexe et exigeante, plutôt qu'une sorte de divertissement de salon.
Le Trio no 4 en si bémol majeur, op. 11, surnommé « Gassenhauer » est un trio pour piano, clarinette et violoncelle dans lequel la clarinette peut être remplacée par un violon. Il fut composé en 1797 et publié en 1798, et dédié à la comtesse Maria Whilhelmine von Thun, protectrice de Beethoven à Vienne. Le trio comporte trois mouvements. Le thème des variations du dernier mouvement provient d'un air populaire extrait de l'opéra L'amor marinaro de Joseph Weigl.

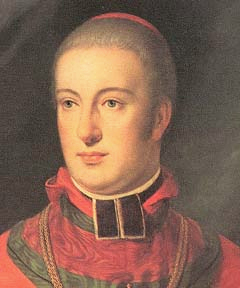
L’archiduc Rodolphe de Habsbourg, élève de Beethoven dès 1807, fut le dédicataire de la Missa solemnis et du Trio avec piano no 7 dit à l’Archiduc.
Portrait de J.B. Lampi.

Beethoven commença la composition des deux Trios pour piano et cordes, op. 70 en août 1808, juste après avoir achevé la Sixième symphonie ; peut-être le rôle prépondérant accordé au violoncelle est-il lié à la composition, peu avant, de la Sonate pour violoncelle op. 69.
Le Trio no 5 op. 70 no 1 en ré majeur comporte trois mouvements ; son appellation courante « Les Esprits » (Geister-Trio en allemand) provient assurément du mystérieux Largo introductif, chargé de trémolos et trilles inquiétants. Fort à propos, l'une des idées musicales du mouvement provient d'esquisses pour la scène des sorcières d'un opéra Macbeth qui n'a jamais vu le jour.
Le Trio no 6 op. 70 no 2, en mi bémol majeur, reprend la forme en quatre mouvements ; on notera le lyrisme presque schubertien du troisième mouvement, un Allegretto dans le style du menuet. Ces deux trios furent dédiés à la comtesse Maria von Erdödy, proche amie du compositeur.
Le dernier Trio avec piano, l'op. 97 en si bémol majeur, composé en 1811 et publié en 1816, est connu sous le nom de « L'Archiduc », en l'honneur de l'archiduc Rodolphe, élève et mécène de Beethoven, à qui il est d'ailleurs dédié. Fait inhabituel, le Scherzo et Trio précèdent le mouvement lent Andante cantabile, dont la structure en thème et variations suit le modèle classique, à savoir une difficulté et une complexité d'écriture croissantes à mesure que se déroulent les variations. Après une longue coda, le discours s'efface dans le silence jusqu'à ce qu'un motif guilleret vienne emmener l'auditeur droit dans le rondo final.
À côté des sept grands trios avec numéro d'opus, Beethoven écrira, pour la même formation, deux grandes séries de variations (op. 44 et op. 121a), deux autres trios publiés après sa mort (WoO 38 et WoO 39) ainsi qu'un Allegretto en mi-bémol Hess 48.

#### Trios à cordes
Les trios à cordes ont été composés entre 1792 et 1798. Ils ont précédé la génération des quatuors et constituent les premières œuvres de Beethoven pour cordes seules. Le genre du trio est issu de la sonate en trio baroque où la basse constituée ici d’un clavecin et d’un violoncelle va voir disparaître le clavecin avec l’indépendance prise par le violoncelle qui ne faisait jusqu’ici que renforcer les harmoniques de ce dernier.
L’opus 3 a été composé avant 1794 et publié en 1796. Il s’agit d’un trio en six mouvements en mi bémol majeur. Il reste proche de l’esprit de divertissement. Les trois cordes sont traitées ici de façon complémentaire avec une répartition des rôles mélodiques homogène. La sérénade en ré majeur opus 8 date de 1796-1797. Cette œuvre en cinq mouvements est construite de manière symétrique et s’articule autour d’un adagio central encadré par deux mouvements lents lyriques, le tout étant introduit et conclu par la même marche. Enfin, les trios opus 9 no 1, no 2 et no 3 voient leur composition remonter à 1797 et leur publication a lieu en juillet 1798. Cet opus est dédié au comte von Browne, officier de l’armée du tsar. Ces trios sont construits en quatre mouvements selon le modèle classique du quatuor et de la symphonie. Dans le premier (en sol majeur) et le troisième (en ut mineur), le scherzo remplace le menuet tandis que le deuxième (en ré majeur) reste parfaitement classique.
Contrairement à la plupart des compositions de musique de chambre, on ne sait pas pour quels interprètes ont été écrits ces trios. Après Schubert, le trio à cordes a pratiquement été délaissé.

#### Ensembles divers
Bien qu’ayant écrit des sonates pour piano et violon, piano et violoncelle, des quintettes ou des quatuors à cordes, Beethoven a aussi composé pour des ensembles moins conventionnels. Il y a même certaines formations pour lesquelles il n'a composé qu’une seule fois. La majorité de ces œuvres ont été composées pendant ses jeunes années, période où Beethoven était toujours à la recherche de son style propre. Cela ne l’a pas empêché d’essayer de nouvelles formations plus tard, comme des variations pour piano et flûte autour de 1819. Le piano reste l’instrument de prédilection de Beethoven, ce qui se ressent dans sa production de musique de chambre, où l’on trouve de manière quasi systématique un piano.
On retrouve dans un ordre chronologique les trois quatuors pour piano, violon, alto et violoncelle WoO 36 en 1785, le trio pour piano, flûte et basson WoO 37 en 1786, le sextuor pour deux cors, deux violons, alto et violoncelle op. 81b en 1795, le quintette pour piano, hautbois, clarinette, cor et basson op. 16 en 1796, quatre pièces pour mandoline et piano WoO 43/44 en 1796, le trio pour piano, clarinette et violoncelle op. 11 entre 1797 et 1798, le septuor pour violon, alto, clarinette, cor, basson, violoncelle et contrebasse op. 20 en 1799, la sonate pour piano et cor op. 17 en 1800, la sérénade pour flûte, violon et alto op. 25 en 1801, le quintette pour deux violons, deux altos et violoncelle op. 29 en 1801 et les thèmes et variations pour piano et flûte op. 105 et 107 de 1818 à 1820.

### Œuvres vocales

#### Musique sacrée
Beethoven a composé un oratorio : Le Christ au Mont des Oliviers (1801) pour soli, chœurs et orchestre op. 85, et deux messes : la Messe en ut majeur, op. 86 (1807), et surtout la Missa solemnis en ré majeur, op. 123 (1818-1822), l’un des édifices de musique vocale religieuse les plus importants jamais créés.

#### Musique profane
Enfin, il est l’auteur de plusieurs cycles de Lieder — dont celui titré À la bien-aimée lointaine — qui, s’ils n’atteignent pas la profondeur de ceux de Franz Schubert (qu’il a découvert peu avant de mourir), n’en sont pas moins de grande qualité.

## Liste classée par genre des œuvres principales

### Musique symphonique
- Symphonies
  - 1800 : no 1 en ut majeur, op. 21
  - 1802 : no 2 en ré majeur, op. 36
  - 1804 : no 3 en mi bémol majeur « Eroica », op. 55
  - 1806 : no 4 en si bémol majeur, op. 60
  - 1808 : no 5 en ut mineur, op. 67
  - 1808 : no 6 en fa majeur « Pastorale », op. 68
  - 1812 : no 7 en la majeur, op. 92
  - 1813 : no 8 en fa majeur, op. 93
  - 1824 : no 9 en ré mineur, op. 125
- Ouvertures
  - 1801 : Les Créatures de Prométhée, op. 43
  - 1805 : Léonore I, op. 138
  - 1805 : Léonore II, op. 72a
  - 1806 : Léonore III, op. 72a
  - 1807 : Coriolan, op. 62
  - 1810 : Egmont, op. 84
  - 1811 : Les Ruines d'Athènes, op. 113
  - 1811 : Le Roi Étienne, op. 117
  - 1814 : Fidelio, op. 72b
  - 1815 : Jour de fête, op. 115
  - 1822 : La Consécration de la maison, op. 124
- Œuvres diverses
  - 1808 : Fantaisie chorale pour piano, chœurs et orchestre, op. 80
  - 1813 : La Victoire de Wellington, op. 91

### Concertos et œuvres concertantes
- Concertos pour piano
  - 1784 : no 0 en mi bémol majeur, WoO 4
  - 1798 : no 1 en ut majeur, op. 15
  - 1795 : no 2 en si bémol majeur, op. 19
  - 1802 : no 3 en ut mineur, op. 37
  - 1806 : no 4 en sol majeur, op. 58
  - 1809 : no 5 en mi bémol majeur dit « l’Empereur », op. 73

Beethoven a également adapté lui-même une version pour piano et orchestre de son propre concerto pour violon et orchestre en ré majeur, opus 61.
- Autres concertos
  - 1804 : Triple concerto pour piano, violon et violoncelle en ut majeur, op. 56
  - 1806 : Concerto pour violon en ré majeur, op. 61
- Œuvres concertantes
  - 1802 : Romance pour violon no 1 en sol majeur, op. 40
  - 1805 : Romance pour violon no 2 en fa majeur, op. 50 composé en 1798

### Musique pour piano
- Sonates pour piano
  - 1783 : Trois sonates dites « à l'Électeur », WoO 47
  - 1795 : no 1 en fa mineur, op. 2 no 1
  - 1795 : no 2 en la majeur, op. 2 no 2
  - 1795 : no 3 en ut majeur, op. 2 no 3
  - 1797 : no 4 en mi bémol majeur, op. 7 Grande Sonate pour le Clavecin ou Piano-Forte
  - 1798 : no 5 en ut mineur, op. 10 no 1 pour le Clavecin ou Piano-Forte
  - 1798 : no 6 en fa majeur, op. 10 no 2 pour le Clavecin ou Piano-Forte
  - 1798 : no 7 en ré majeur, op. 10 no 3 pour le Clavecin ou Piano-Forte
  - 1799 : no 8 en ut mineur « Pathétique », op. 13 Grande Sonate pathétique pour le Clavecin ou Piano-Forte
  - 1799 : no 9 en mi majeur, op. 14 no 1
  - 1799 : no 10 en sol majeur, op. 14 no 2
  - 1800 : no 11 en si bémol majeur, op. 22
  - 1801 : no 12 en la bémol majeur, op. 26 Grande Sonate pour le Clavecin ou Forte-Piano
  - 1801 : no 13 en mi bémol majeur « Quasi una fantasia », op. 27 no 1 Sonata quasi una Fantasia per il Clavicembalo o Piano-Forte
  - 1801 : no 14 en ut dièse mineur « Quasi una fantasia » ou « Clair de lune », op. 27 no 2 Sonata quasi una Fantasia per il Clavicembalo o Piano-Forte
  - 1801 : no 15 en ré majeur « Pastorale », op. 28
  - 1802 : no 16 en sol majeur, op. 31 no 1
  - 1802 : no 17, en ré mineur « la Tempête », op. 31 no 2
  - 1802 : no 18 en mi bémol majeur dite « la Chasse », op. 31 no 3

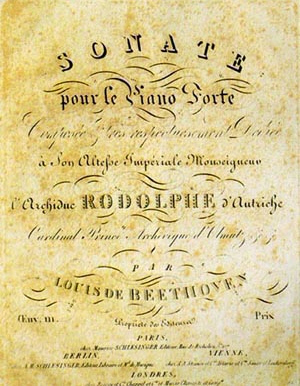
Page de titre de l’édition originale de la Sonate pour piano no 32 (1822) dédiée à l’archiduc Rodolphe.

  - 1798 : no 19 en sol mineur, op. 49 no 1
  - 1796 : no 20 en sol majeur, op. 49 no 2Page de titre de l’édition originale de la Sonate pour piano no 32 op. 111 (1822) dédiée à l’archiduc Rodolphe.
  - 1803 : no 21 en ut majeur « Waldstein », op. 53
  - 1804 : no 22 en fa majeur, op. 54
  - 1805 : no 23 en fa mineur « Appassionata », op. 57
  - 1809 : no 24 en fa dièse majeur « à Thérèse », op. 78
  - 1808 : no 25 en sol majeur « le Coucou », op. 79
  - 1810 : no 26, en mi bémol majeur « les Adieux », op. 81a
  - 1814 : no 27 en mi mineur, op. 90
  - 1816 : no 28 en la majeur, op. 101
  - 1818 : no 29 en si bémol majeur « Hammerklavier », op. 106
  - 1820 : no 30 en mi majeur, op. 109
  - 1821 : no 31 en la bémol majeur, op. 110
  - 1822 : no 32 en ut mineur, op. 111
- Variations pour piano
  - 1802 : Six variations en fa majeur, op. 34
  - 1802 : Quinze variations héroïques en mi bémol majeur, op. 35
  - 1802 : Six variations en sol majeur sur « Nel cor più non mi sento », WoO 70
  - 1803 : Sept variations en ut majeur sur « God save the King », WoO 78
  - 1803 : Cinq variations en ré majeur sur « Rule Britannia », WoO 79
  - 1806 : Trente-deux variations en ut mineur sur un thème original, WoO 80
  - 1823 : Trente-trois variations en ut majeur sur une valse de Diabelli, op. 120
- Bagatelles pour piano
  - 1802 : Sept bagatelles, op. 33
  - 1810 : Bagatelle en la mineur « pour Élise », WoO 59
  - 1818 : Bagatelle en si bémol majeur, WoO 60
  - 1822 : Onze bagatelles, op. 119
  - 1824 : Six bagatelles, op. 126
- Fantaisie pour piano
  - 1809 : Fantaisie pour piano en sol mineur, op. 77

### Musique de chambre
- Quatuors à cordes
  - 1801 : no 1 en fa majeur, op. 18 no 1 composé en 1799
  - 1801 : no 2 en sol majeur, op. 18 no 2 composé en 1799
  - 1801 : no 3 en ré majeur, op. 18 no 3 composé en 1798
  - 1801 : no 4 en ut mineur, op. 18 no 4 composé en 1799
  - 1801 : no 5 en la majeur, op. 18 no 5 composé en 1799
  - 1801 : no 6 en si bémol majeur, op. 18 no 6 composé en 1799
  - 1806 : no 7 en fa majeur « Razumovsky », op. 59 no 1
  - 1806 : no 8 en mi mineur « Razumovsky », op. 59 no 2
  - 1806 : no 9 en ut majeur « Razumovsky », op. 59 no 3
  - 1809 : no 10 en mi bémol majeur « les Harpes », op. 74
  - 1810 : no 11 en fa mineur « Serioso », op. 95
  - 1824 : no 12 en mi bémol majeur, op. 127
  - 1825 : no 13 en si bémol majeur, op. 130
  - 1826 : no 14 en ut dièse mineur, op. 131Le violoniste Ignaz Schuppanzigh surnommé « l’obèse » fut un des plus fidèles interprètes de la musique de chambre de Beethoven. Il créa la plupart de ses quatuors à cordes, dont les cinq derniers.
Portrait de J. Danhauser.
  - 1825 : no 15 en la mineur, op. 132
  - 1826 : no 16 en fa majeur, op. 135

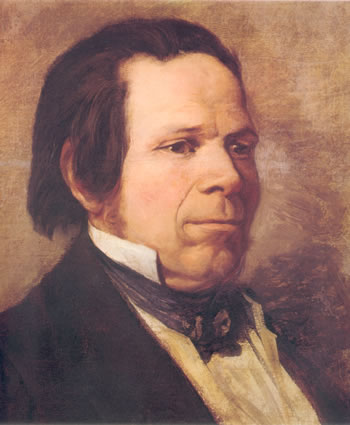
Le violoniste Ignaz Schuppanzigh surnommé l’obèse fut un des plus fidèles interprètes de la musique de chambre de Beethoven. Il créa la plupart de ses quatuors à cordes, dont les cinq derniers.
Portrait de J. Danhauser.

  - 1825 : Grande Fugue en si bémol majeur, op. 133
- Sonates pour violon et piano
  - 1798 : no 1 en ré majeur, op. 12 no 1
  - 1798 : no 2 en la majeur, op. 12 no 2
  - 1798 : no 3 en mi bémol majeur, op. 12 no 3
  - 1801 : no 4 en la mineur, op. 23
  - 1801 : no 5 en fa majeur « le Printemps », op. 24
  - 1802 : no 6 en la majeur, op. 30 no 1
  - 1802 : no 7 en ut mineur, op. 30 no 2
  - 1802 : no 8 en sol majeur, op. 30 no 3
  - 1803 : no 9 en la majeur « à Kreutzer », op. 47
  - 1812 : no 10 en sol majeur, op. 96
- Sonates pour violoncelle et piano
  - 1796 : no 1 en fa majeur, op. 5 no 1
  - 1796 : no 2 en sol mineur, op. 5 no 2
  - 1808 : no 3 en la majeur, op. 69
  - 1815 : no 4 en ut majeur, op. 102 no 1
  - 1815 : no 5 en ré majeur, op. 102 no 2
- Trios pour piano, violon et violoncelle
  - 1794 : no 1 en mi bémol majeur, op. 1 no 1
  - 1794 : no 2 en sol majeur, op. 1 no 2
  - 1794 : no 3 en ut mineur, op. 1 no 3
  - 1798 : no 4 en si bémol majeur, op. 11
  - 1808 : no 5 en ré majeur dite « des Esprits », op. 70 no 1
  - 1808 : no 6 en mi bémol majeur, op. 70 no 2
  - 1811 : no 7 en si bémol majeur « à l’Archiduc », op. 97
- Œuvres diverses
  - 1792 : Octuor à vent en mi bémol majeur, op. 103
  - 1792 : Trio à cordes no 1 en mi bémol majeur, op. 3
  - 1796 : Trio à cordes no 2 en ré majeur, op. 8
  - 1798 : Trio à cordes no 3 en sol majeur, op. 9 no 1
  - 1798 : Trio à cordes no 4 en ré majeur, op. 9 no 2
  - 1798 : Trio à cordes no 5 en ut mineur, op. 9 no 3
  - 1796 : Quintette à cordes no 1 en mi bémol majeur, op. 4
  - 1801 : Quintette à cordes no 2 en ut majeur, op. 29
  - 1817 : Quintette à cordes no 3 en ut mineur, op. 104
  - 1800 : Sonate pour cor et piano en fa majeur, op. 17
  - 1800 : Septuor pour cordes et vents en mi bémol majeur, op. 20

### Musique vocale
- Opéra
  - 1814 : Fidelio, op. 72 composé en 1805
- Musique sacrée
  - 1801 : Le Christ au Mont des Oliviers, oratorio, op. 85
  - 1807 : Messe en ut majeur, op. 86
  - 1827 : Missa solemnis en ré majeur, op. 123 composé en 1818
- Cantate
  - 1790 : Cantate funèbre sur la mort de l’empereur Joseph II, pour solistes, chœur et orchestre WoO87
  - 1790 : Cantate sur l'accession de l'empereur Leopold II, pour solistes, chœur et orchestre WoO88
  - 1814 : Der glorreiche Augenblick, cantate pour solistes, chœur et orchestre, op. 136
  - 1815 : Meeresstille und glückliche Fahrt, cantate pour chœur et orchestre, op. 112
  - 1822 : Opferlied ("Die Flamme lodert"), pour soprano, chœur et orchestre, op. 121b
- Mélodies
  - 1796 : Adélaïde, cantate pour une voix, op. 46
  - 1796 : Ah ! Perfido, scène et air op. 65 pour soprano et orchestre sur un texte de Métastase
  - 1803 : Six lieder sur des poèmes de Christian Fürchtegott Gellert, op. 48
  - 1809 : Six lieder sur des poèmes de Goethe, op. 75
  - 1810 : Trois lieder sur des poèmes de Goethe, op. 83
  - 1813 : À l’espérance, lied, op. 94
  - 1816 : À la Bien-aimée lointaine, cycle de six lieder, op. 98

## Utilisation contemporaine
Aujourd’hui, son œuvre est reprise dans de nombreux films, génériques d’émissions radiodiffusées et publicités. On peut citer notamment :
- 1971 : dans Orange mécanique de Stanley Kubrick, Alex De Large écoute le second mouvement de 9e symphonie ainsi que l'Ode à la joie ;
- 1985 : l’hymne de l’Union européenne est tiré de la Symphonie no 9[64] ;

La vie de Beethoven a aussi inspiré plusieurs films, entre autres :
- 1909 : Beethoven de Victorin Jasset avec Harry Baur ;
- 1936 : Un grand amour de Beethoven d'Abel Gance avec Harry Baur ;
- 1942 : Aimé des dieux de Karl Hartl avec René Deltgen ;
- 1949 : Eroïca de Walter Kolm-Veltée avec Ewald Balser dans le rôle de Beethoven ;
- 1994 : Ludwig van B. de Bernard Rose avec Gary Oldman dans le rôle de Beethoven ;
- 2005 : Copying Beethoven de Agnieszka Holland met en scène le compositeur joué par Ed Harris amoureux de son assistante, Anna Holtz, incarnée par Diane Kruger ;
- 2020 : Louis van Beethoven est un film biographique qui est venu en commémoration du 250e anniversaire de la naissance de Beethoven.

### Des enregistrements faits avec des instruments de l'époque de Beethoven
- Malcolm Bilson, Tom Beghin, David Breitman, Ursula Dütschler, Zvi Meniker, Bart van Oort, Andrew Willis. Ludwig van Beethoven. The complete Piano Sonatas on Period Instruments
- András Schiff. Ludwig van Beethoven. Beethoven’s Broadwood Piano
- Robert Levin, John Eliot Gardiner. Ludwig van Beethoven. Piano Concertos. Walter (Paul McNulty)
- Ronald Brautigam. Ludwig van Beethoven. Complete Works for Solo Piano. Walter, Stein, Graf (Paul McNulty)

## Hommages

### Astronomie
En astronomie, sont nommés en son honneur (1815) Beethoven, un astéroïde de la ceinture principale d'astéroïdes, et Beethoven, un cratère de la planète Mercure.

### Jeux vidéos
En 1988, depuis la sortie du jeu vidéo Super Mario Bros 3, l'une des Terreurs de Bowser est nommée Ludwig Von Koopa, en hommage à Beethoven (chacun d'entre eux ayant le nom d'un artiste musical connu).

## Filmographie
- 1909 : Beethoven de Victorin Jasset avec Harry Baur ;
- 1912 : La Gloire et la douleur de Ludwig Van Beethoven de Georges André Lacroix avec Ewald Balser ;
- 1918 : Martyr of His Heart d'Emil Justitz avec Fritz Kortner ;
- 1926 : Franz Schuberts letzte Liebe d’Alfred Deutsch-German avec Theodor Weiser ;
- 1927 :
  - La chasse sauvage de Lützow. Le destin héroïque de Theodor Körner et son dernier amour de Richard Oswald avec Albert Steinrück,
  - Beethoven (Das Leben des Beethoven) de Hans Otto avec Fritz Kortner ;
- 1936 : Un grand amour de Beethoven d'Abel Gance avec Harry Baur ;
- 1940 : Sérénade de Jean Boyer avec Auguste Boverio ;
- 1941 : The Great Awakening de Reinhold Schünzel avec Alan Curtis ;
- 1942 :
  - Rossini de Mario Bonnard avec Memo Benassi,
  - Aimé des dieux de Karl Hartl avec René Deltgen ;
- 1943 : Heavenly Music de Josef Berne avec Steven Geray ;
- 1948 : The Mozart Story de Karl Hartl et Frank Wisbar avec René Deltgen ;
- 1949 : Eroïca de Walter Kolm-Veltée avec Ewald Balser ;
- 1955 : Napoléon de Sacha Guitry avec Erich von Stroheim ;
- 1958 : La Maison des trois jeunes filles d'Ernst Marischka avec Ewald Balser ;
- 1962 : The Magnificent Rebel de Georg Tressler avec Carl Boehm ;
- 1969 : Ludwig van de Mauricio Kagel, Beethoven est mentionné ;
- 1976 : Beethoven – Days in a Life de Horst Seemann avec Donatas Banionis ;
- 1977 : I cuaderni di conversazione di Ludwig van Beethoven de Silverio Blasi avec Maurice Mariaud ;
- 1985 : Le Neveu de Beethoven de Paul Morrissey avec Wolfgang Reichmann ;
- 1989 : L'Excellente Aventure de Bill de Stephen Herek avec Clifford David ;
- 1991 :
  - Rossini ! de Mario Monicelli avec Vittorio Gassman,
  - Not Mozart : Letters, Riddles and Writs de Jeremy Newson avec Tony Rohr ;
- 1992 : Beethoven Lives Upstairs de David Devine avec Neil Munro ;
- 1994 : Ludwig van B. de Bernard Rose avec Gary Oldman ;
- 2003 : Eroica de Simon Cellan Jones avec Ian Hart ;
- 2005 : Copying Beethoven d'Agnieszka Holland met en scène le compositeur joué par Ed Harris amoureux de son assistante, Anna Holtz, incarnée par Diane Kruger.
- 2020 : Louis van Beethoven de Niki Stein avec Colin Pütz (enfant), Anselm Bresgott (jeune) et Tobias Moretti (adutle).

## Anecdotes
Le 1er décembre 2005, un manuscrit original comportant 80 pages de la Grande Fugue (une version pour piano à quatre mains du final du Quatuor à cordes op. 133) a été vendu à Londres par la maison Sotheby's pour 1,6 million d’euros. Le manuscrit avait été retrouvé dans les caves du Séminaire théologique Palmer à Philadelphie en juillet 2005.

## Expositions
- 2017 : « Ludwig van. Le mythe Beethoven » à la Philharmonie de Paris[97], commissariat Marie-Pauline Martin et Colin Lemoine.
- 2018 : « Beethoven Loves the Brentanos[38] », centre Beethoven de l'université d'État de San José.

## Publications
- Ludwig van Beethoven (trad. de l'allemand par Jean Chuzeville, préf. René Koering), Les Lettres de Beethoven : L'intégrale de la correspondance 1787-1827, Arles, Actes Sud, coll. « Beaux Arts », 2010, 1920 p. (ISBN 978-2-7427-9192-7, OCLC 742951160)
- En 1833, un prétendu Traité d’harmonie et de composition de Beethoven a été publié dans une traduction française par François-Joseph Fétis. En fait, Beethoven n'a jamais voulu rédiger de traité d'harmonie et de composition. Voici l'histoire de l'ouvrage que François-Joseph Fétis a traduit:

L’archiduc Rodolphe, frère cadet de l'empereur d'Autriche, décida de prendre des cours de composition avec Beethoven. Celui-ci « ne pouvait pas refuser ce souhait à une personnalité aussi haut placée, bien qu’il ait eu peu envie de donner des cours de composition à qui que ce soit et n’avait pas d’expérience en la matière. »
« En été 1809, il copia les passages choisis des livres de compositions les plus importants de ce temps-là, de Carl Philipp Emanuel Bach, Daniel Gottlob Türk, Johann Philipp Kirnberger, Fux et Albrechtsberger, pour en tirer l’essence d’un cours propre. » Ce matériel constituait la base théorique. Pour la pratique, Beethoven utilisa la méthode de l’enseignement concret : Il fit transcrire et arranger à son élève les chefs-d’œuvre les plus divers. Comme Rodolphe de Habsbourg collectionnait les partitions, il avait beaucoup de musique à disposition.
« En 1832, ce « cours » fut publié par le chef d’orchestre Ignaz Seyfried sous le titre « Ludwig van Beethoven’s Studien im Generalbasse, Contrapuncte und in der Compositions-Lehre ». Seyfried donna ainsi la fausse impression que Beethoven avait lui-même rédigé un traité de composition. »